# Железнодорожная линия Бриг — Церматт
Железная дорога Бриг — Церматт — железнодорожная линия метровой колеи в кантоне Вале, Швейцария. Её 44-километровая линия связывает города Бриг и Фисп в долине Роны с Ташем и курортом Церматт в Mattertal. Также является частью маршрута Ледникового экспресса между Санкт-Морицем и Церматтом. Открыта в 1891 году как Висп-Церматт-бан (VZ), 1 января 2003 года объединилась с Фурка-Оберальп-бан (FO) в Железную дорогу Маттерхорн-Готтард (MGB).
Горнерграт (который был открыт в 1898 году) связан с линией в Церматте.

## История

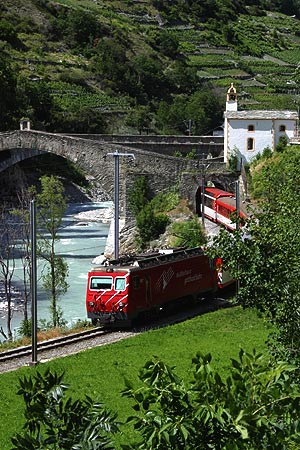

### Планирование, строительство и открытие движения

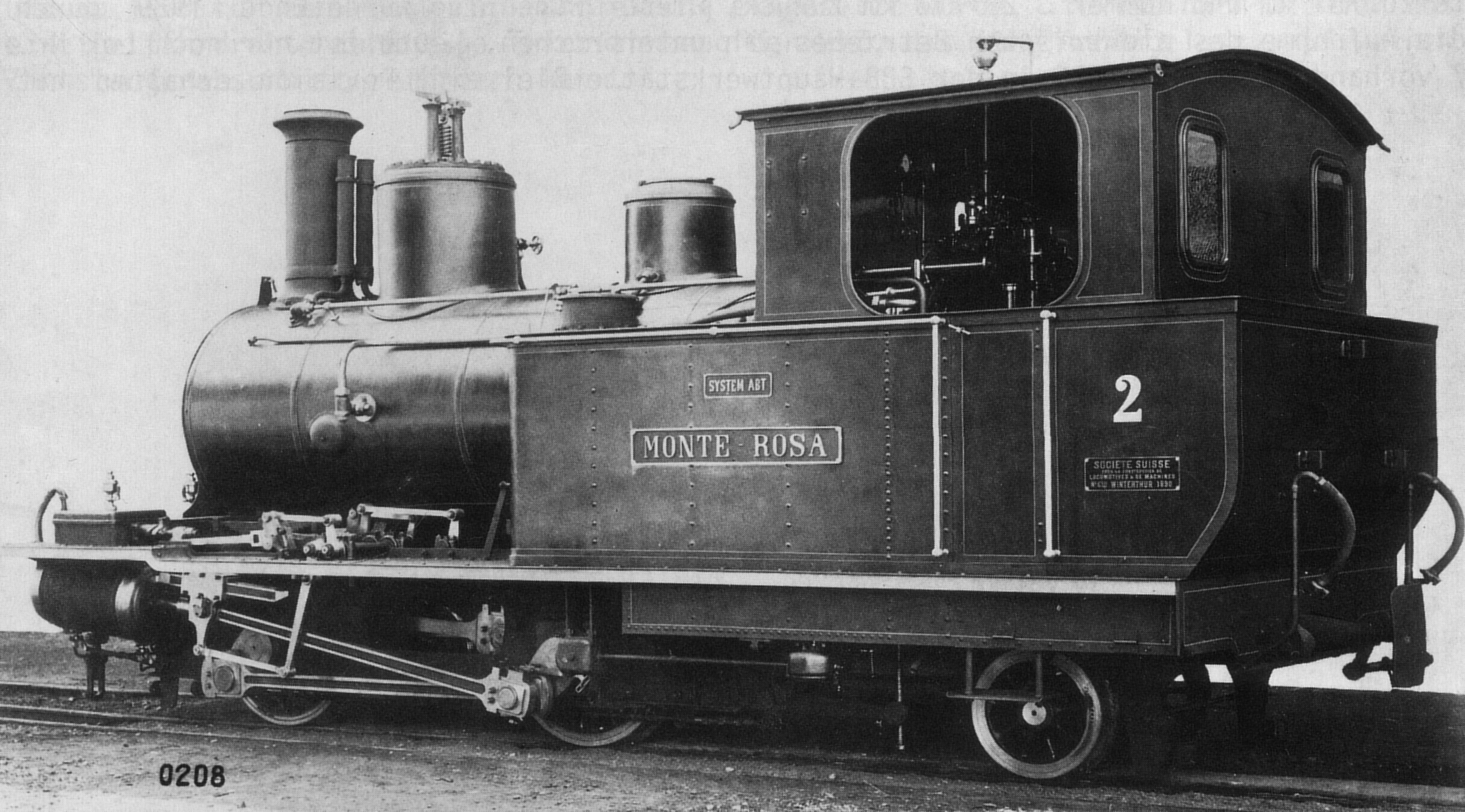
Паровоз № 2

Горная деревня Церматт впервые получила широкую известность в Европе после первого восхождения на Маттерхорн в 1865 году. Начиная с этого года, количество туристов неуклонно росло, хотя до посёлка можно было добраться только длительным пешим походом через долину Церматта. Даже простая поездка на муле до Санкт Никлауса занимала много времени. Тем не менее, в 1880-х гг. уже насчитывалось до 12 000 посещений туристов в Церматте каждый год. Вскоре появились планы построить железнодорожную линию, предназначенную для соединения с долиной Роны.
21 сентября 1886 года Швейцарский Федеральный Совет удовлетворил первоначальную концессию банкирскому дому Masson, Chavannes & Co. в Лозанне и Basler Handelsbank. Первоначально планировалась 750 мм узкоколейная железная дорога из Фиспа в Церматт, использующая смесь обычных и зубчатых перегонов. По настоянию Бундесрата, колея была изменена на метровую. Железная дорога должна была эксплуатироваться с начала июня до конца сентября, так как участники не желали взять на себя риски эксплуатации линии в условиях альпийской зимы. Кроме того, только летом были перспективы значительного числа пассажиров,так как в те дни зимний туризм ещё не имел большой важности. Тем не менее, Бундесрат оставлял за собой право продлить рабочий сезон, и предусматривалось, что льготные тарифы будут предложены местным жителям.
Планирование и строительство линии было возложено банками на железнодорожную компанию Suisse Occidentale-Simplon (SOS), которая летом 1887 года, провела масштабные исследования в Mattertal. 10 октября 1888, в Compagnie du Chemin de Fer de Viège à Zermatt SA была создана в качестве управляющей компании.
Точный маршрут и режим работы изначально стал предметом интенсивных дебатов. Suisse Occidentale-Simplon предлагали беззубчатую линию, с максимальным градиентом в 4,5 %, в то время как инженер Эрнест фон Штокальпер, который работал на строительстве Gotthardbahn, предлагал комбинировать обычную и зубчатую железные дороги, как планировалось изначально. Специальная комиссия, созданная для определения идеального режима эксплуатации посетила многочисленные зубчатые железные дороги в Швейцарии и Германии, в том числе Brünigbahn и Rübelandbahn в горах Гарца, которые были оснащена системой Абт. Эти визиты привели к решению оснастить линию с системой, используемой на Rübelandbahn, и использовать максимальный градиент в размере 12,5 %. Всего шесть участков пути (в сумме 7450 м) должны были быть проложены по зубчатой железной дороге.

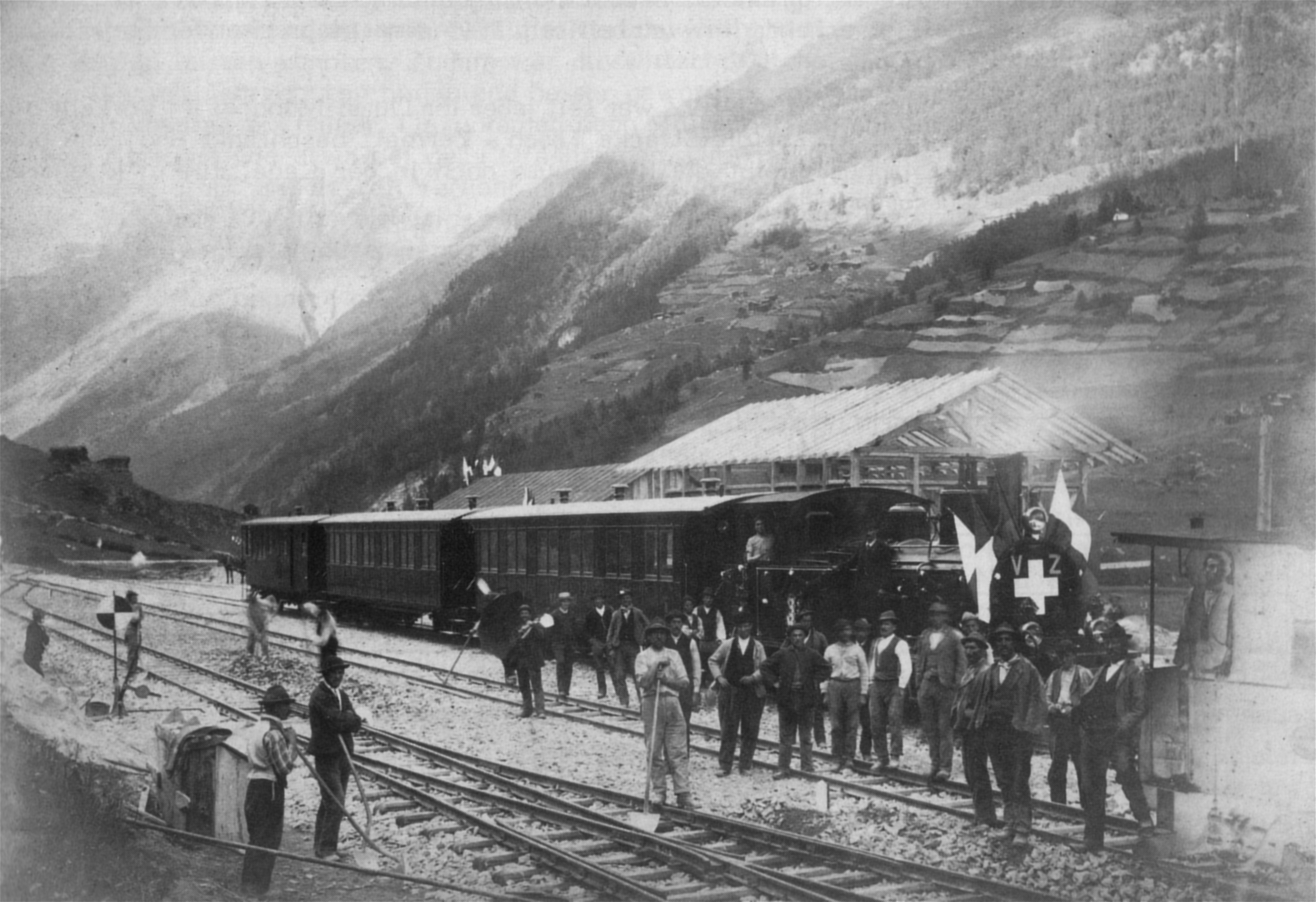
Прибытие первого поезда в Церматт

Строительство началось 27 ноября 1888 года в Фиспе. Приобретение необходимых участков земли оказалось затруднено, особенно в муниципалитетах Шталден и Сант-Никлаус, поскольку местное население не было заинтересовано в продаже. Потребовалась сложная процедура экспроприации. Осложняло дело то, что земля была разделена на маленькие участки, и не все хозяева этих участков были записаны в официальных документах. Отсутствие дорог привело к необходимости транспортировки строительных материалов почти исключительно по уже готовым участкам железнодорожных путей.
3 июля 1890, железнодорожное движение на первой части линии, между Фисп и Штальден, началось. 26 августа того же года, первые поезда достигли Санкт Никлауса. В последующие месяцы, однако необычно суровая зима задержала окончание строительства. Только 18 июля 1891 вся линия до Церматта быта открыта.

### Первые годы деятельности

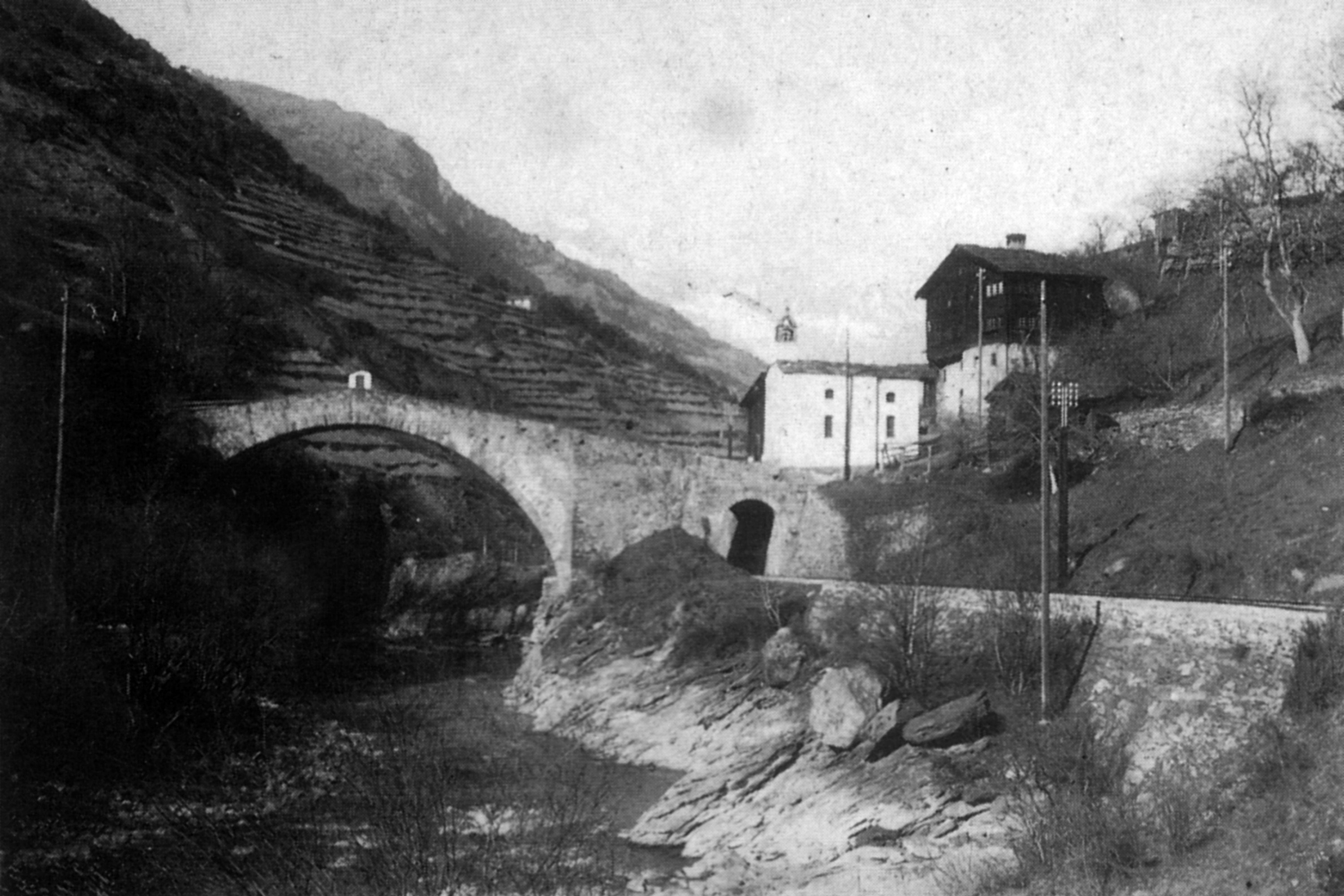
Ritibrücke в Ackersand

На Висп-Церматт-бан (VZ), передал управление линией Suisse Occidentale — Simplon, так как в соответствии с этой договоренностью была возможность использования её сотрудников в другом месте во время ежегодного зимнего перерыва. Это соглашение об управлении было подвержено преемницей компании SOS, Jura-Simplon-Bahn (JS) и сохранялось, и с Федеральными железными дорогами Швейцарии (SBB) вплоть до 1920 года.
С момента открытия линии, пассажиропоток постоянно увеличивается, и через некоторое время уже значительно превысил прогнозы. Но в то же время железная дорога должна была бороться с бесчисленными бурями, которые снова и снова парализовывали работу. Открытие Горнерграт в 1898 году, тоннеля Симплон в 1906 и Lötschbergbahn в 1913 году принесли Висп-Церматт-бан новых пассажиров. Тем не менее, восходящий тренд резко оборвался с началом Первой Мировой Войны. Иностранные туристы прекратили приезжать Швейцарию, в то время как цены на уголь, сильно увеличились. Пассажиропоток упал до уровня 1891 года. График движения был существенно сокращен, и тарифы сильно возросли, но покрыть стоимость эксплуатации было уже невозможно. Летом в графике 1914 года, были шесть пар поездов в сутки между Фиспом и Церматтом. После начала войны их стало только три, а в 1918 — две. В 1918 году, общий ущерб составил около 971 000 франков.

### Ликвидация пробелов, электрификация и круглогодичная работа

#### Спасение Фурка-Оберальп-бан
Висп-Церматт-бан пережил Первую мировую войну невредимым. Совершенно иной была ситуация в Бриг-Фурка-Дизентис-бан (BFD), который не был достроен на начало войны. К 1915 году, был завершен только перегон Бриг-Глетч, и в 1923 году компании пришлось подать на банкротство. Директор VZ Auguste Marguerat затем взял дело в свои руки, чтобы сохранить и достроить линию. Синдикат был образован, при поддержке швейцарской Конфедерации и кантонов Вале, Ури и Граубюнден. 4 апреля 1925, объекты железнодорожного транспорта и подвижного состава обанкротившегося линии были приобретены за 1,75 млн франков. 17 апреля 1925 -основание Фурка-Оберальп-бан АГ" (FO), с уставным капиталом 3,3 миллиона франков. 4 июля 1926, начинается движение на всей линии до Дисентиса. FO изначально управляется VZ, и только 1 января 1961 года отделяется.

#### Ликвидация пробела Бриг-Фисп
Начало эксплуатации FO выявило недостаток — разрыв между конечной точкой VZ в Фиспе и FO в Бриге, кроме того, с момента открытия Лётчбергской железнодорожной линии в 1913 году, пассажирам, прибывающим из Берна пришлось пересаживаться в Бриге, а потом и в Виспе.
С начала 20-го века, многочисленные проекты железнодорожной линии метровой колеи от Фиспа до Брига уже были предложены. Большинство из них также предусматривали продолжение в направлении Фурки или Гримзеля, но в итоге только это продолжение будет реализовано Фурка-Оберальп-Bahn, с его отправной точкой в Бриге.
В 1919 году отельер Александр Зайлер предлагал открыть трамвай метровой колеи от Фиспа до Брига, который бы обслуживал небольшие населенные пункты между двумя городами. Этот проект был прекращен после того, как SBB заявил, что вставит две остановки в своей дороге стандартной колеи. Так как SBB не сдержало обещания, концессионная заявка была отправлена повторно в 1925 году.. В 1925 году комитет в составе VZ., FO и фирмы Lonza Group работающей в Фиспе взялся за проект. Он был преобразован в узкоколейную железную дорогу идущую параллельно линии СББ. Первоначально на ней не планировалось остановок, она должна была только связывать линии VZ и FO , но кантональное правительство утвердило проект 28 сентября 1928 года только при условии включения хотя бы одной промежуточной станции. После завершения этого проекта, движение от Брига до Церматта было начато 5 июня 1930 года. Любопытно, что открытие новой ветки не привело к изменению имени Висп-Церматт-бан. Только 1 июня 1962 года он был переименован в "Компани дю Шмэн де Фер-де-Вриг-Viège-Церматт (Бриг-Висп-Церматт-бан).
Три соединённые узкоколейные линии Висп-Церматт-бан, Фурка-Оберальп-бан и Ретийская железная дорога — воспользовались открытием нового соединения и ввели экспресс-поезд от Санкт-Морица до Церматта. 25 июня 1930, ныне всемирно известный Ледниковый экспресс впервые отправился от вокзала Церматта.

#### Электрификация

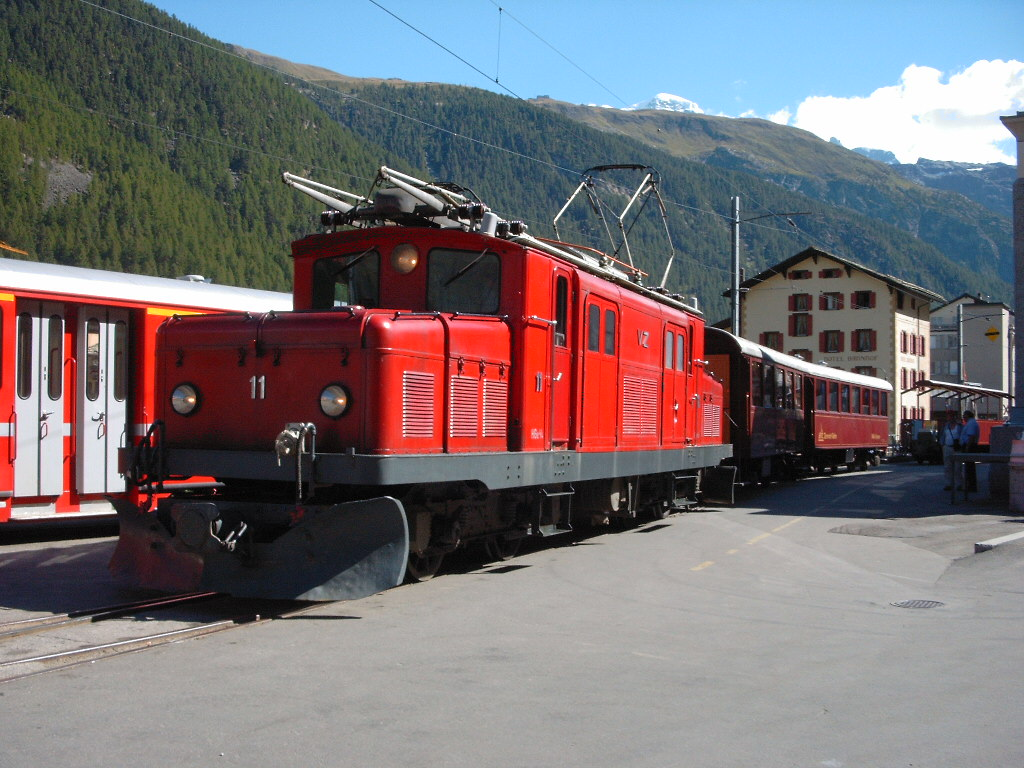
В 1929 году электровоз HGe 4/4 11-15 лёг в основу электрических операций

Под давлением огромного роста угольных цен во время Первой Мировой войны, вскоре после окончания войны было принято решение об электрификации железной дороги, чтобы сделать её независимой от дорогого импортного угля. Исследование, проведенное в 1919 году рекомендовало использование постоянного тока, с напряжением между 1500 и 3000 вольт. Чтобы сэкономить средства, запчасти от паровозов должны были использоваться для строительства электровозов, и была рассмотрена возможность приобретения автомотрис. Так как цены на медь и необходимые электрические системы были по-прежнему чрезвычайно высоки сразу после войны, план электрификации пришлось отложить ввиду финансовых проблем.
Опыт Ретийской железной дороги, которая с 1913 года использует напряжение 11000 вольт переменного тока на линии в Энгадине, привел к решению использовать напряжение 11000 вольт также на Висп-Церматт-бан. Кроме того, использование однофазного переменного тока делало возможным свободное сквозное движение в случае электрификации Фурка-Оберальп-бан.
Для электрификации объектов железнодорожного транспорта и закупок электровозов, был создан бюджет размером в 1,7 миллиона франков. Ответственность за поставку энергии была возложена на SBB, которая, согласно договору, была обязана выдавать в Фиспе переменный ток напряжением до 15000 вольт. Этот ток затем трансформировался в требуемое напряжения. Для перевозки поездов, были закуплены пять электровозов типа HGe 4/4. С 1 октября 1929 года, поезда VZ могли, наконец, следовать на электрической тяге. Из в общей сложности восьми существующих паровозов типа HG 2/3, пять старейших были выведены из эксплуатации. Остальные переводились в резерв и использовались для уборки снега.

#### Введение зимнего движения
Уже в 1907, были просьбы от населения и отелей начать зимнее движение. SBB и VZ. отказали из-за высокой стоимости и связанным с этим отсутствием рентабельности. Также, была опасность несчастных случаев из-за схода лавин и наводнений. Кроме того, долгое время VZ придерживались позиции, что Церматт не был приспособлен к тому, чтобы быть зимним курортом. Кантональный совет Вале, который рассматривал перспективу зимнего движения позитивно, рассматривал возможность обязать VZ работать зимние месяцы, по крайней мере на участке от Фиспа в Санкт-Никлаус. Так как концессионный текст ограничивал время работы, и в отсутствие каких-либо прецедентов, поправки к концессии против воли держателя были неосуществимы.
30 октября 1928, в VZ впервые начал работу по зимнему расписанию, до Санкт Никлауса. В следующую зиму один поезд ходил каждый день до Церматта, в хорошую погоду. Этот режим работы был сохранен до конца 1930-х годов. В январе и феврале 1931 года, однако, многочисленные лавины сделали движение невозможным. При финансовой помощи кантона защитные сооружения были выполнены осенью 1933 года. Таким образом, в следующую зиму непрерывное зимнее движение началось по всему маршруту.

### Послевоенный период и восстановление

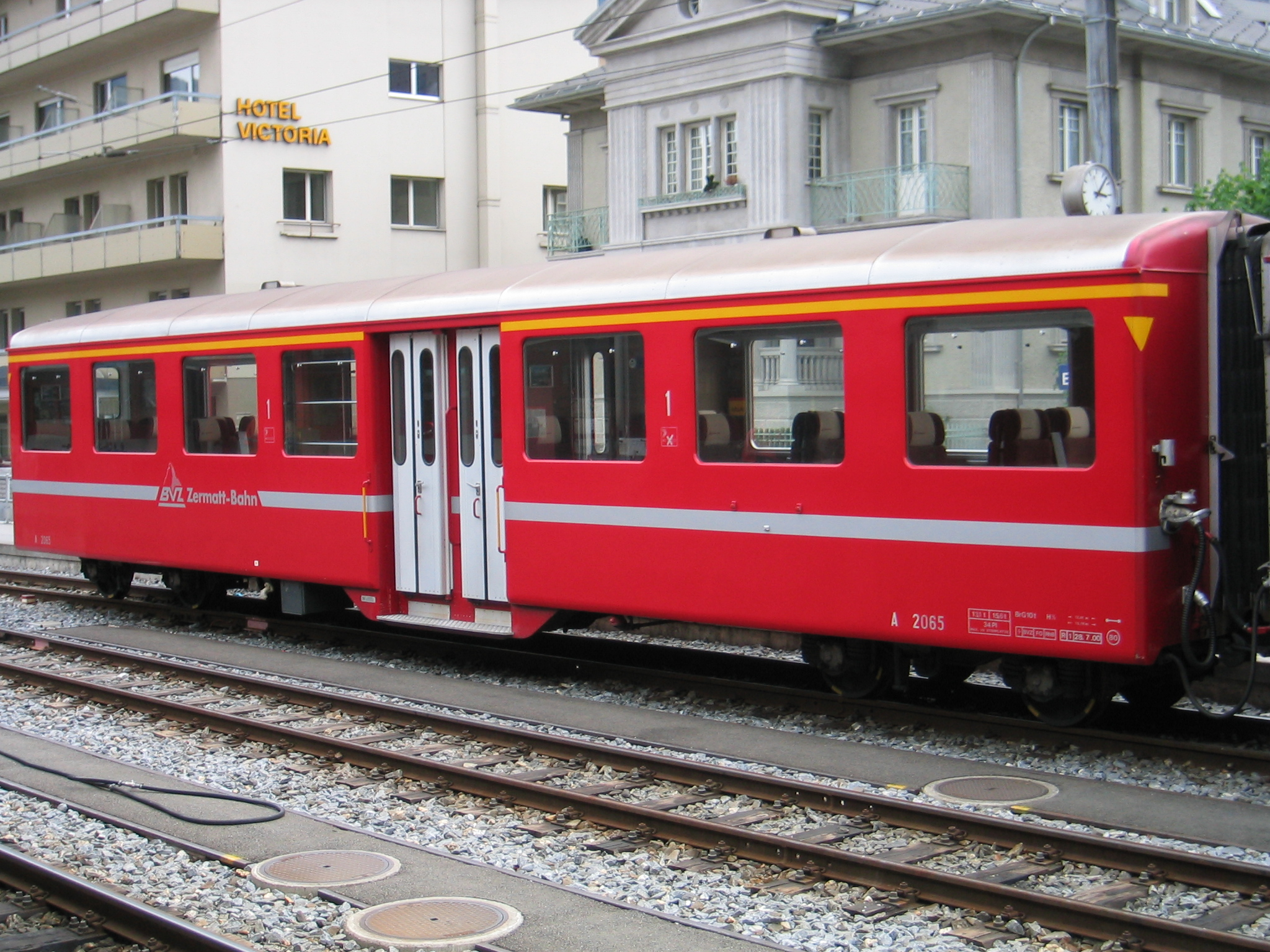
Вагон с центральным входом 1961 года

Начало войны в 1939 году оказало гораздо менее значительное влияние на железнодорожные перевозки, чем это было в 1914 году. Хотя и на этот раз в иностранные туристы не приехали в Mattertal, были тем не менее Швейцарские, которые, благодаря компенсации доходов, могли позволить себе путешествовать даже во время войны, наряду с военным транспортом обеспечивая полную загрузку дороги. Благодаря электрификации, увеличение цены на уголь также не имело никакого дальнейшего эффекта на железнодорожный транспорт. В годы войны, пассажиропоток постоянно увеличивается, и в 1945 году, с 265473 пассажирами, достиг нового максимума.
После Второй Мировой войны, пассажиропоток продолжал сильно расти. В 1961 году он превысил миллионную отметку в первый раз. Грузопоток также увеличился. В VZ воспользовались подъёмом для модернизации: между 1958 и 1989 годами все мосты (кроме Kipfenbrücke, который, после его уничтожения под лавиной в 1947 году был восстановлен как стальной мост) были заменены на железобетонные конструкции.

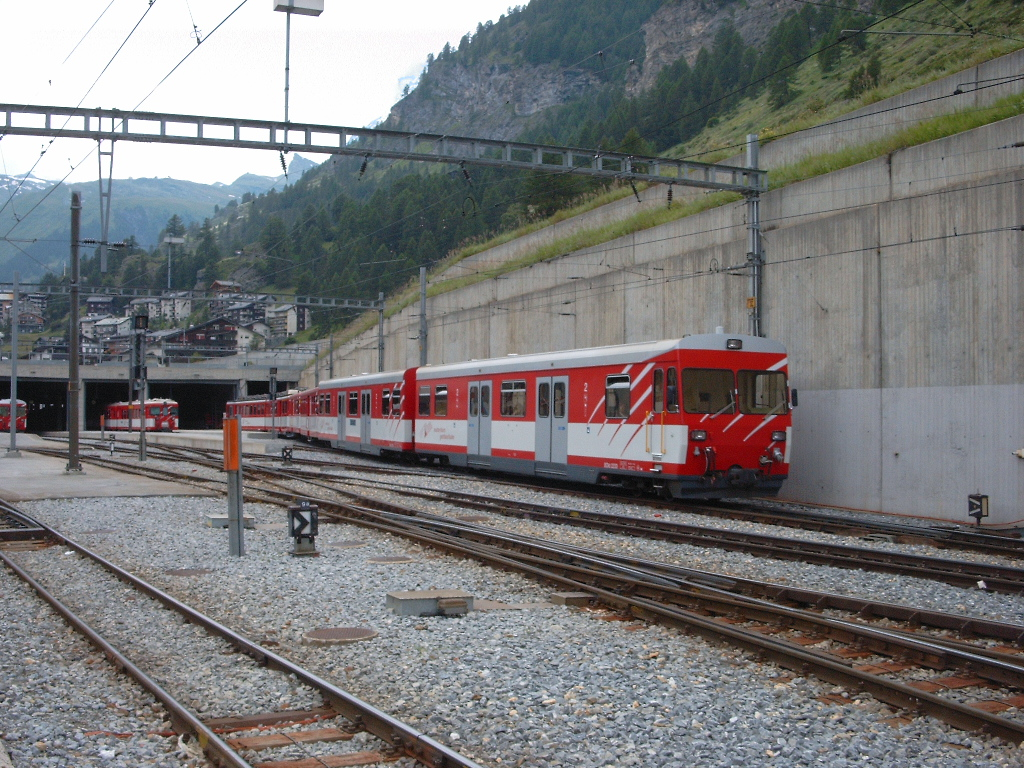
Челнок Таш — Церматт

Подвижной состав также был обновлен.
Противолавинные защитные сооружения вдоль всей линии непрерывно расширялись. Уничтожение вокзала Церматта 4 января 1966 года представило возможность для полной перестройки всей станции, и установки лавиностойкой крыши. В том же году противолавинная галерея была возведена на северной части станции.
Открытие в долине автомобильной дороги до Таша в 1971 году также увеличило объёмы пассажирских перевозок. С тех пор многие туристы едут на собственных автомобилях до Таша, где они должны пересесть на поезда ,так как дорога в Церматт остается закрытой для движения автомобилей и по сей день. Чтобы справиться с дополнительным пассажиропотоком из Таша, пригородный поезд между Ташем и Церматтом был запущен в мае 1972. Он перевозит около двух третей всех пассажиров, прибывающих в Церматт.

### Дальнейшая модернизация

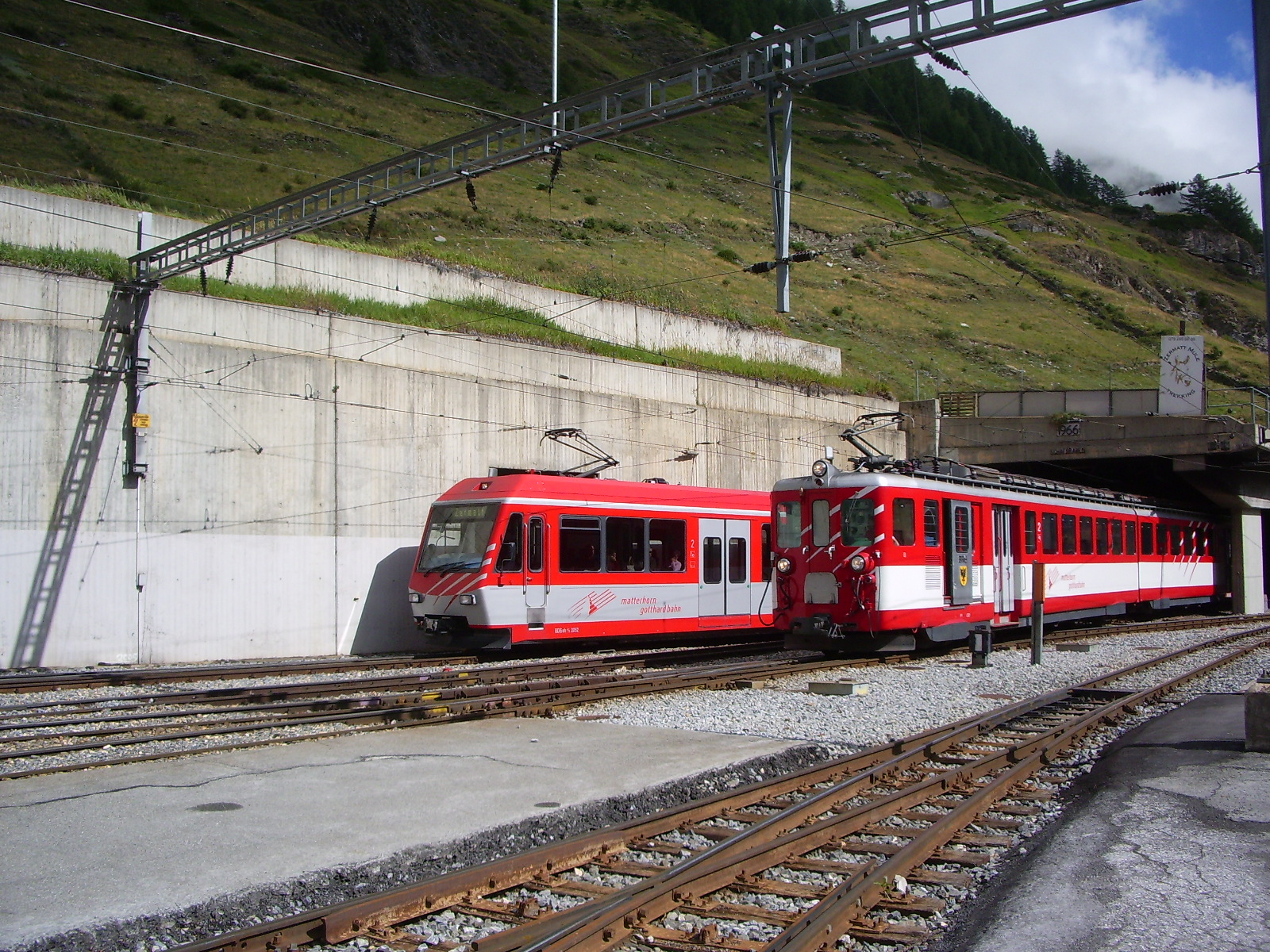
Сравнение вагонов в Церматте

1980-е ознаменовались ещё большим числом пассажиров.
Чтобы справиться с ростом трафика, станция в Церматте была полностью перестроена в период между 1982 и 1989. Все платформы получили противолавиную защиту, здание вокзала, которое было на этом месте с момента открытия линии, было снесено и заменено на более новое здание.
Второй крупный строительный проект последовал между 1983 и 1984, с возведением депо Glisergrund возле Брига, это депо частично заменило тесное депо в Фиспе. К 1998 году Фурка-Оберальп-бан расширил депо Glisergrund, добавив ещё один зал

#### Оползень в Ранда

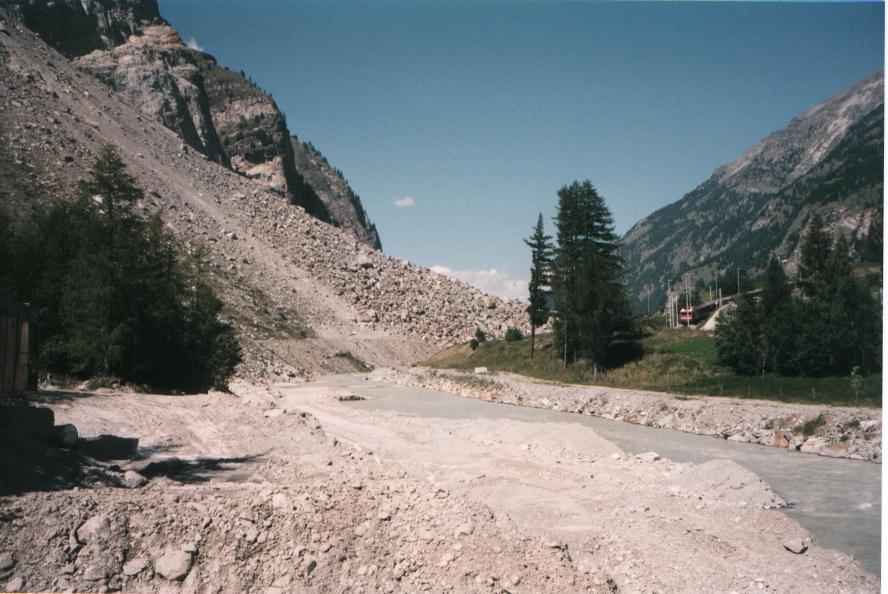
Оползень на Ранда, вид с юга. Справа на снимке — поезда на недавно реконструированном пути

Самая большая катастрофа в истории BVZ произошла в его юбилейный год, 1991. 18 апреля в 6.45 утра, около 15 миллионов кубометров камня откололись от Wartfluh к северо-западу от Ранда и завалили Vispa и часть деревни Lerc, а также 100 метров железнодорожного пути. Люди не пострадали, так как Lerc был необитаем и на момент оползня не было поездов на пострадавшем участке пути. Пассажирские и грузовые перевозки временно осуществлялись по дороге, которая осталась неповреждённой. С 22 апреля было восстановлено грузовое движение. Пассажирские перевозки не осуществлялись, так как дальнейшие оползни нельзя было исключать.

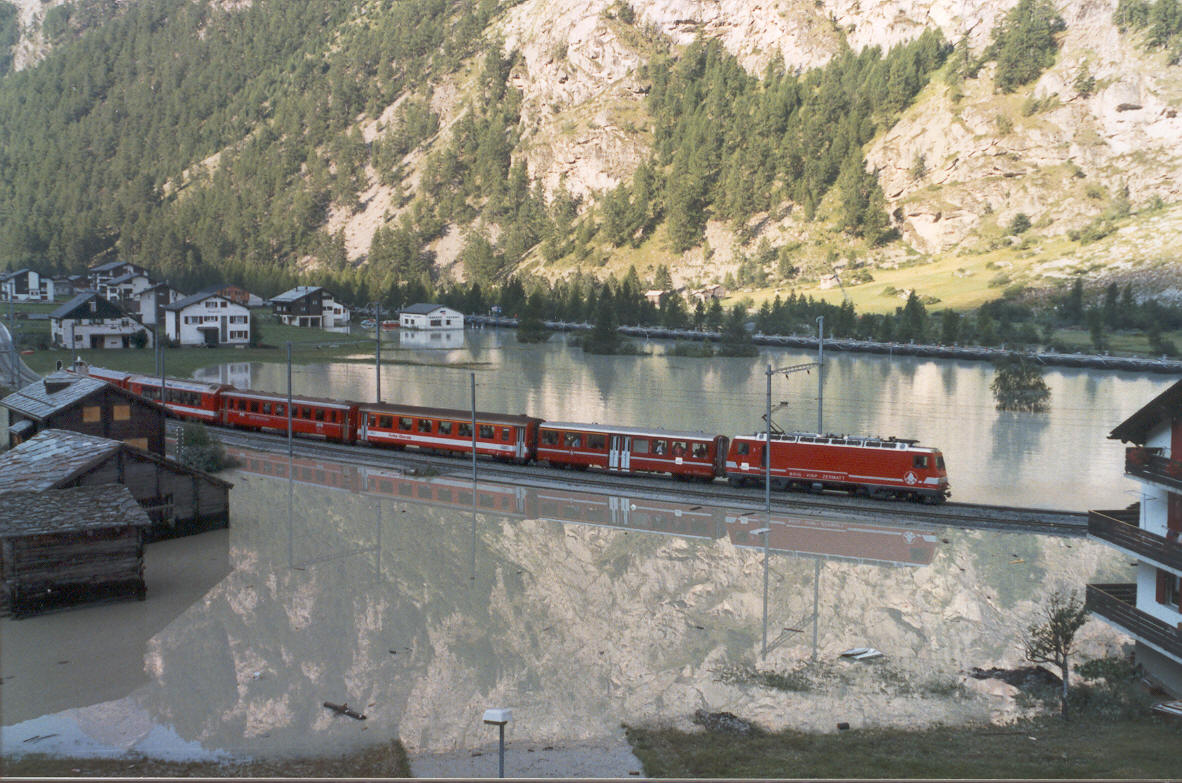
10 августа 1991, Ледниковый экспресс пересекает всё ещё частично затопленную Ранда

9 мая большие камни упали в долину ещё раз, завалив железнодорожные пути на протяжении 250 метров, а также автомобильную дорогу. Кроме того, обломки перекрыли Vispa, вызывая затопление долины. После проливных дождей 18 июня 1991 года станция тоже ушла под воду. Сразу же началось планирование нового маршрута для железной и автомобильной дорог, чтобы пройти зону бедствия. Новая трасса железной дороги, длиной 2860 м, готова была к открытию 1 августа 1991 года. Тем не менее, тяжелые грозы 8 августа привели к закупорке недавно раскопанного русла Vispa, а это означало второе затопление станции. После того, как вода утекла, железнодорожные перевозки были возобновлены 10 августа.
Суммарный ущерб железной дороге был оценен в 16,5 млн франков, из которых 13.59 миллионов долларов были компенсированы в соответствии с швейцарским Федеральным законом «О железнодорожном транспорте». Из-за разрыва пути, который был закрыт в течение 105 дней, юбилейные мероприятия первоначально запланированные на июль 1991 г., пришлось отложить до октября. В юбилейный год, Бриг-Висп-Церматт-бан был переименован в BVZ Церматт-бан, чтобы выделить самый важный город на линии.

#### Преобразование в железную дорогу Маттерхорн-Готтард

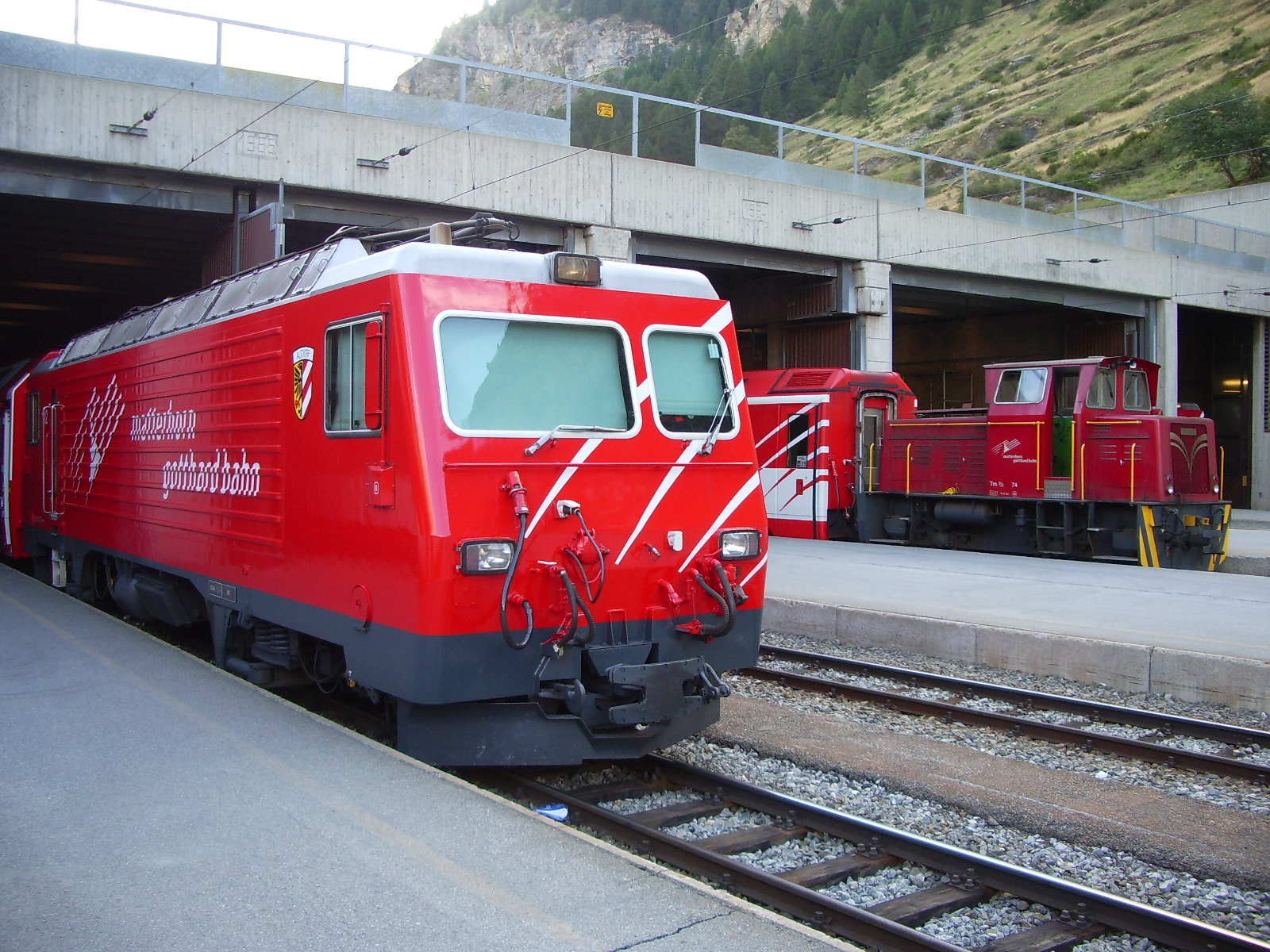
Бывший локомотив FO HGe 4/4 II 102 в своей новой ливрее на станции Церматт

1 января 2003 года BVZ слились с соседними Фурка-Оберальп-бан.
Слияние двух железных дорог сделало возможным осуществление многочисленных действий в области развития. К концу 2006 года, челноки до терминала в Таше были кардинально преобразованы, и количество крытых парковочных мест увеличилось до 1700. В связи с открытием базисного тоннеля Лечберг вокзал Фиспа был полностью перестроен. Начиная с 2005 года, пути MGB были перенесены с привокзальной площади до платформ, примыкающих к существующим путям европейской колеи, чтобы минимизировать расстояния пешком для передачи пассажиров.

## Описание линии

### Бриг-Висп

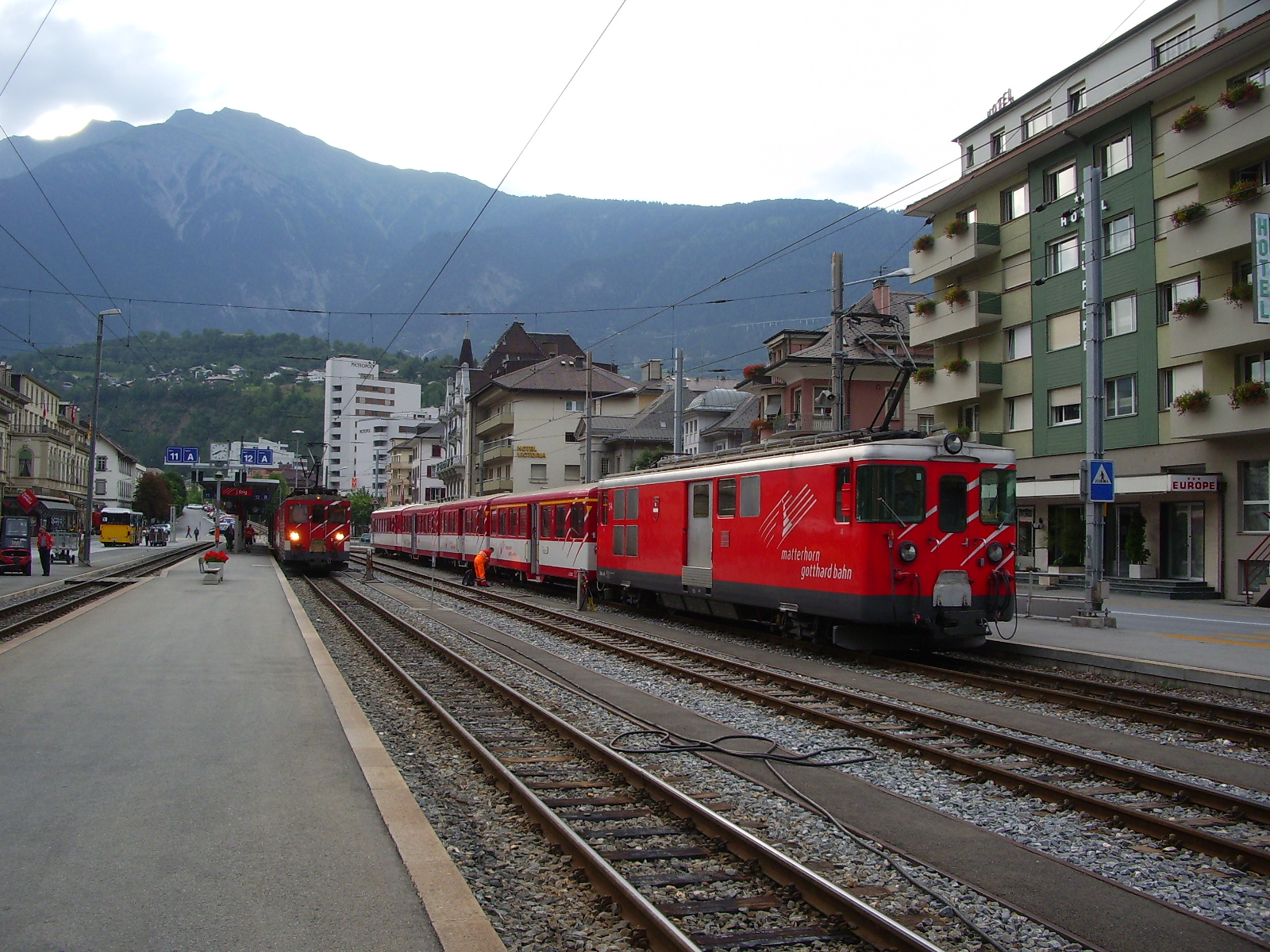
Вокзал Брига с поездами до Андерматта (слева) и Церматта (справа)

С 1930 года, началом линии в Церматт стал Бриг. До слияния двух железных дорог, эта станция принадлежала FO, и BVZ пришлось платить плату за её использование. Возведеный в 1915 году Бриг-Фурка-Дизентис-бан, Вокзал Брига метровой колеи состоит из трёх путей и расположен на привокзальной площади Брига, перед вокзалом стандартной колеи, где есть пересадка на BLS и SBB в направлении Лечберг, женевское озеро и тоннель Симплон. С открытием базисного тоннеля Лечберг, большая часть путешественников в Церматт сейчас пересаживается в Фиспе. Вокзал Брига метровой колеи теперь сквозной вокзал. Его предыдущая конфигурация в качестве тупиковой станции подошла к концу с открытием новой трассы, ведущей прямо на восток в сторону Гомс. Новый путь, впервые использованный 1 декабря 2007 года, заменил путь через Натерс, на котором было оборудовано много переездов. В настоящий момент город Бриг добивается полного удаления путей узкой колеи с привокзальной площади, и их включение в основной вокзал.
Вдоль линии в Фисп в прежние времена были депо FO и ангар для поездов BVZ, которые были закрыты в 2001 году. Следом линия пересекает Салтину по железному мосту 1930 года. После этого линия проходит в основном параллельно линии SBB, вдоль Южного берега Роны. К западу от Брига в пригороде Глис есть депо Glisergrund, возведенное в период между 1984 и 1998, и одноимённые мастерские, которые в совокупности вмещают большую часть подвижного состава MGB. Примерно в четырёх километрах к западу от Брига находится разъезд Gamsensand, который также имеет грузовые подъездные пути для погрузки вагонов-цистерн. Бывшая станция Gamsen была примерно в 300 метрах к востоку от разъезда. Эта станция была заброшена в начале 1990-х годов, после закрытия канатной дороги Mund, которая начиналась оттуда.
Следующая остановка, Eyholz, находится уже в муниципальном районе Фисп. Эта остановка была создана в 1999 году и служит в основном для обслуживания близлежащего торгового центра. Вскоре после Eyholz, линия входит в Фисп, пересекая производственные территории фирмы Lonza Group и, примерно через девять километров, достигает вокзала Фиспа.

### Фисп-Штальден

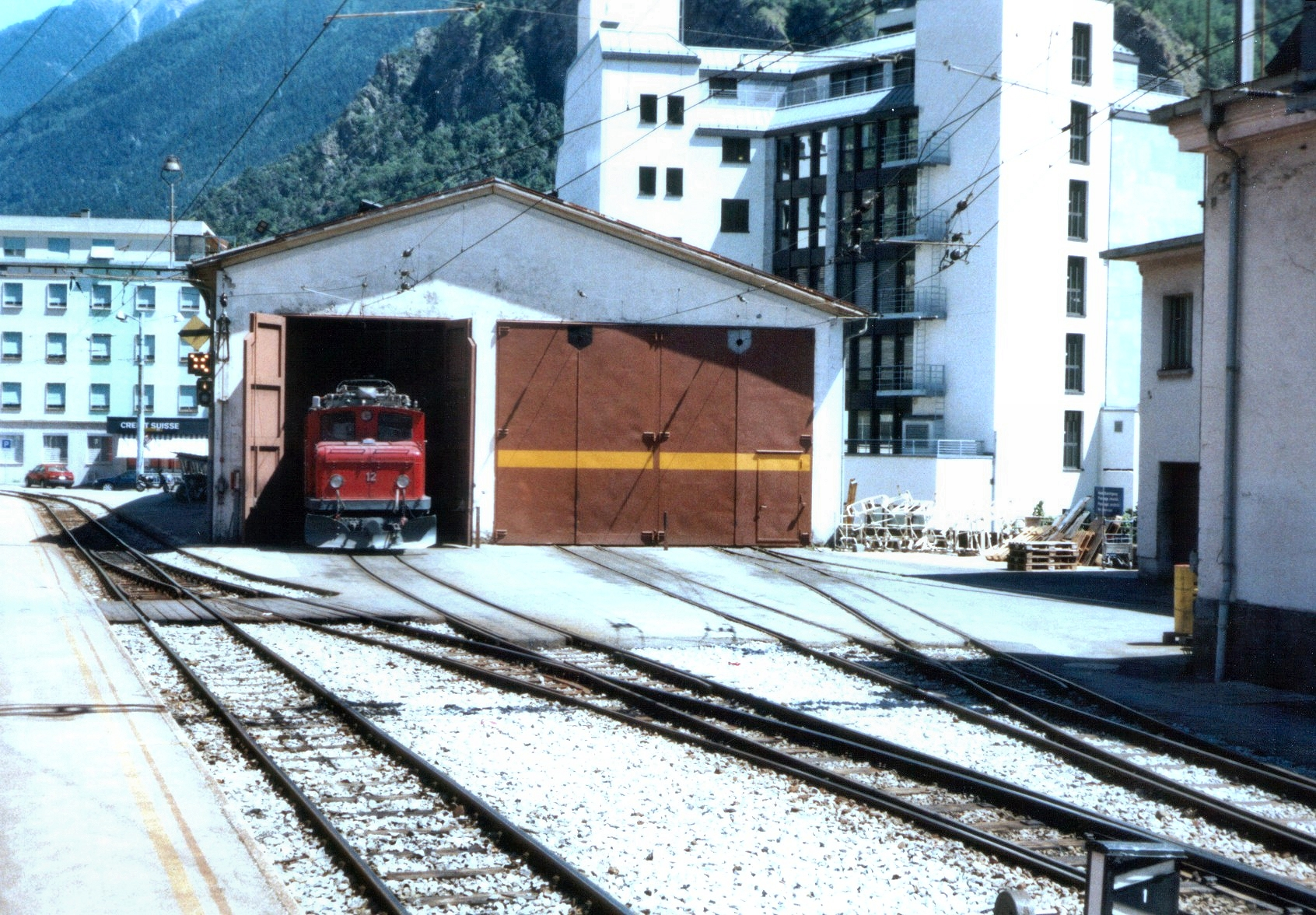
Локомотивное депо Фиспа (снесли в 2005 году)

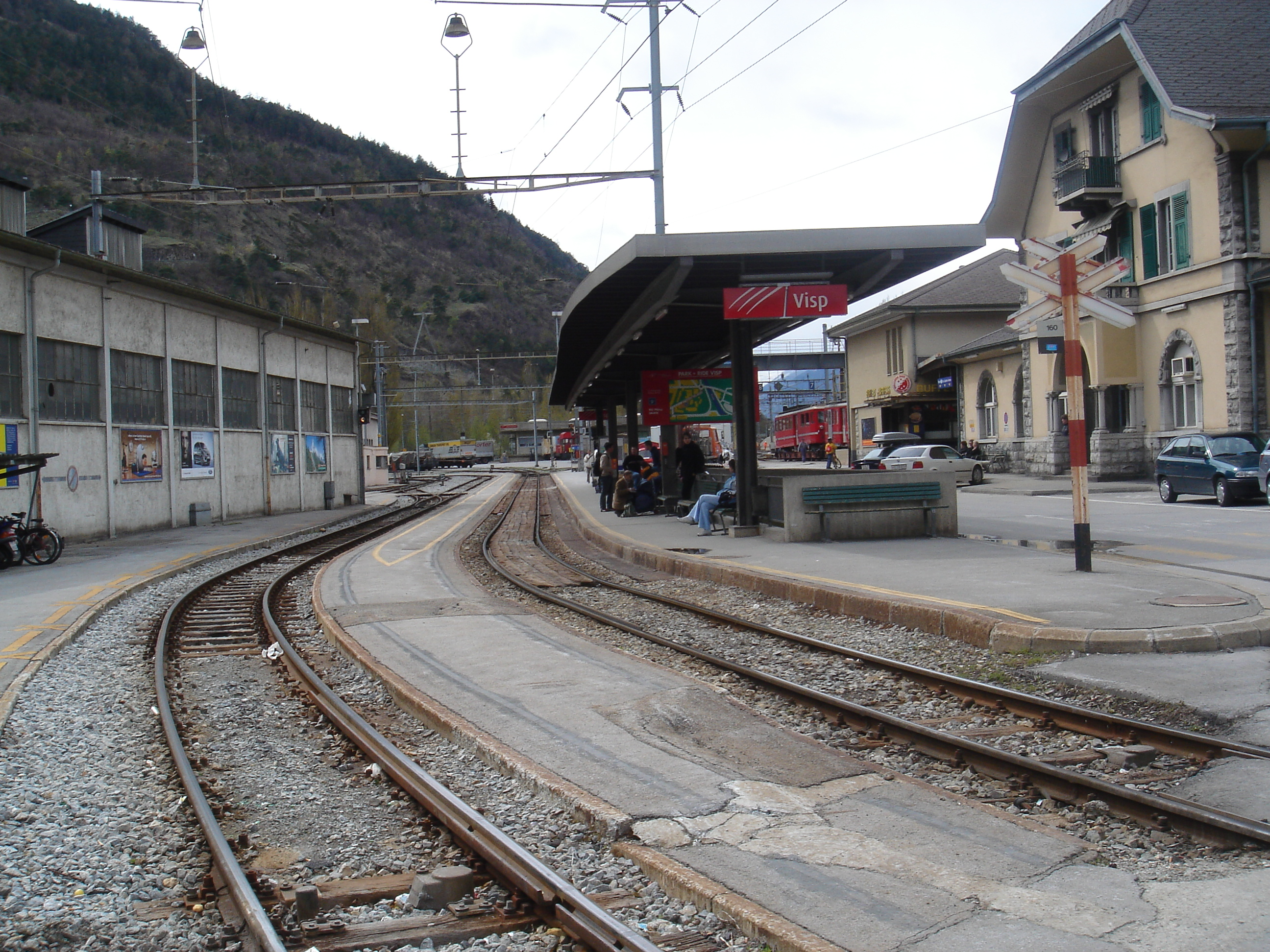
Старая станции Фисп, апрель 2004

Станция метровой колеи Виспа была первоначально расположена, как и в Бриге, на привокзальной площади вокзала SBB. Южный из двух путей раньше соединялся с обширным депо и мастерскими. Для пассажирских перевозок, на VZ возвели деревянный навес к началу движения в 1890 году, а все другие необходимые удобства, такие как туалеты или зал ожидания, были предоставлены в здание вокзала Юра-Симплон.
Фундаментальная реконструкция вокзального комплекса началась в 2006 году. Как и было предусмотрено, после завершения базисного тоннеля Лечберг, большинство пассажиров стали пересаживаться в Виспе на поезда до Церматта, и пути узкой колеи и стандартной колеи были перемещены ближе друг к другу. С тех самых пор, три платформы были доступны для поездов MGB. Путь узкой колеи 3 расположен непосредственно рядом с новым путём 4 стандартной колеи. Здание вокзала и депо на площади были снесены. Торжественное открытие новой станции состоялось 16 и 17 мая 2008 года.
Путь покидает вокзал Виспа по крутой кривой влево и переходит в крутое снижение, чтобы пройти под шоссе № 9. Подземный переход, возведенный в период между 1972 и 1975 годами, является самой низкой точкой всей линии. Трасса вскоре оставляет долину Роны, и вступает в Mattertal, ведущих до станции в Церматте. Здесь, дорога поднимается слегка, параллельно автомобильной дороге на восточной стороне долины, до поселка Ackersand. Местная остановка больше не служит обществу, но по-прежнему требуется для железнодорожных перевозок как разъезд. Долгое время, соседняя ГЭС обслуживалась веткой от местной остановки.
Сразу же после этого, железная дорога пересекает Vispa по бетонному мосту, возведенному в 1974 году. Вскоре после этого, начинается первый зубчатый участок, который идёт вдоль западного края долины с максимальным градиентом 12,5 процентов, и линия быстро достигает станции в Штальден-зас.

### Штальден-Санкт-Никлаус

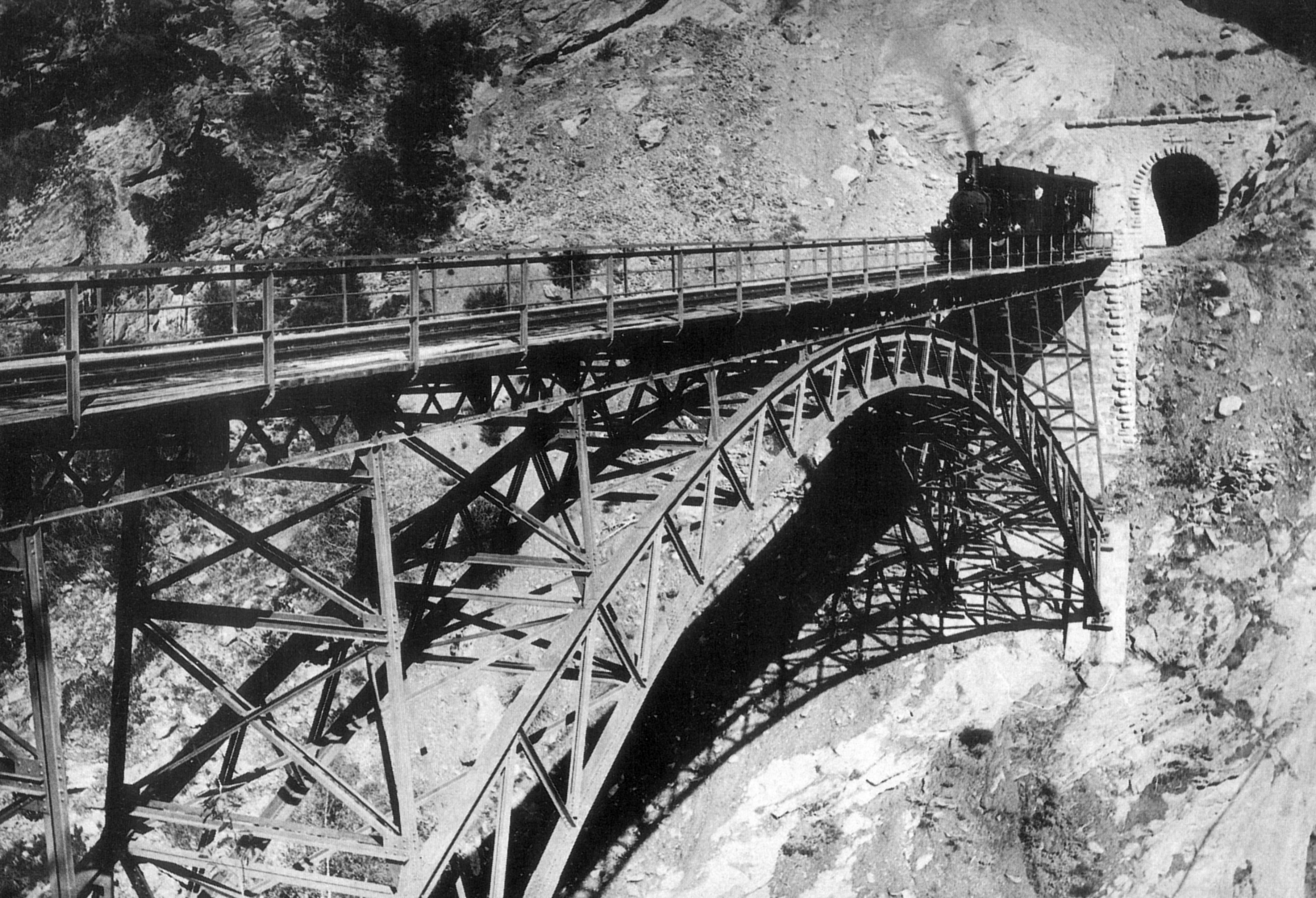
Старый виадук Mühlebach, снесённый в 1959 году

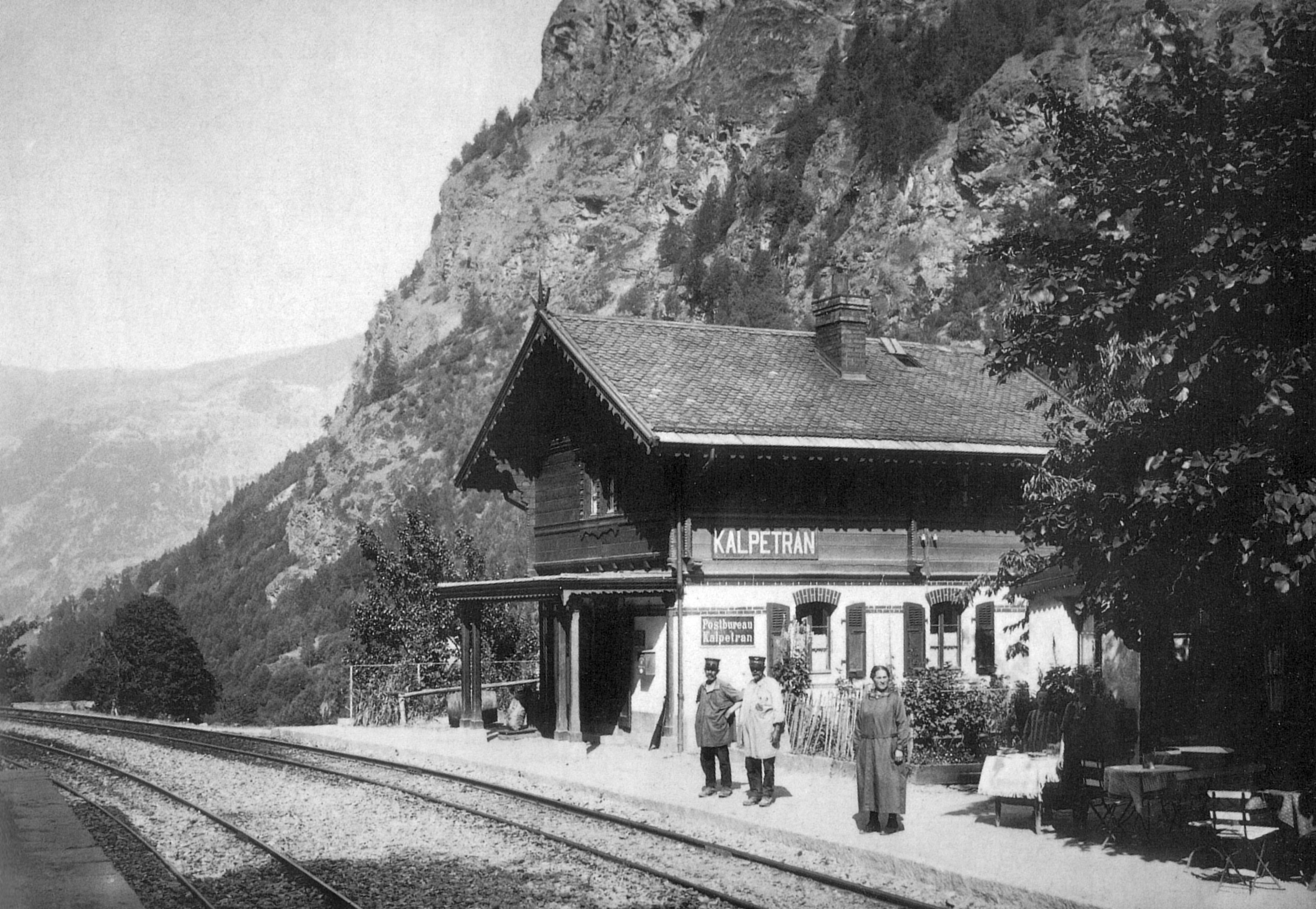
Станция Kalpetran, 1891

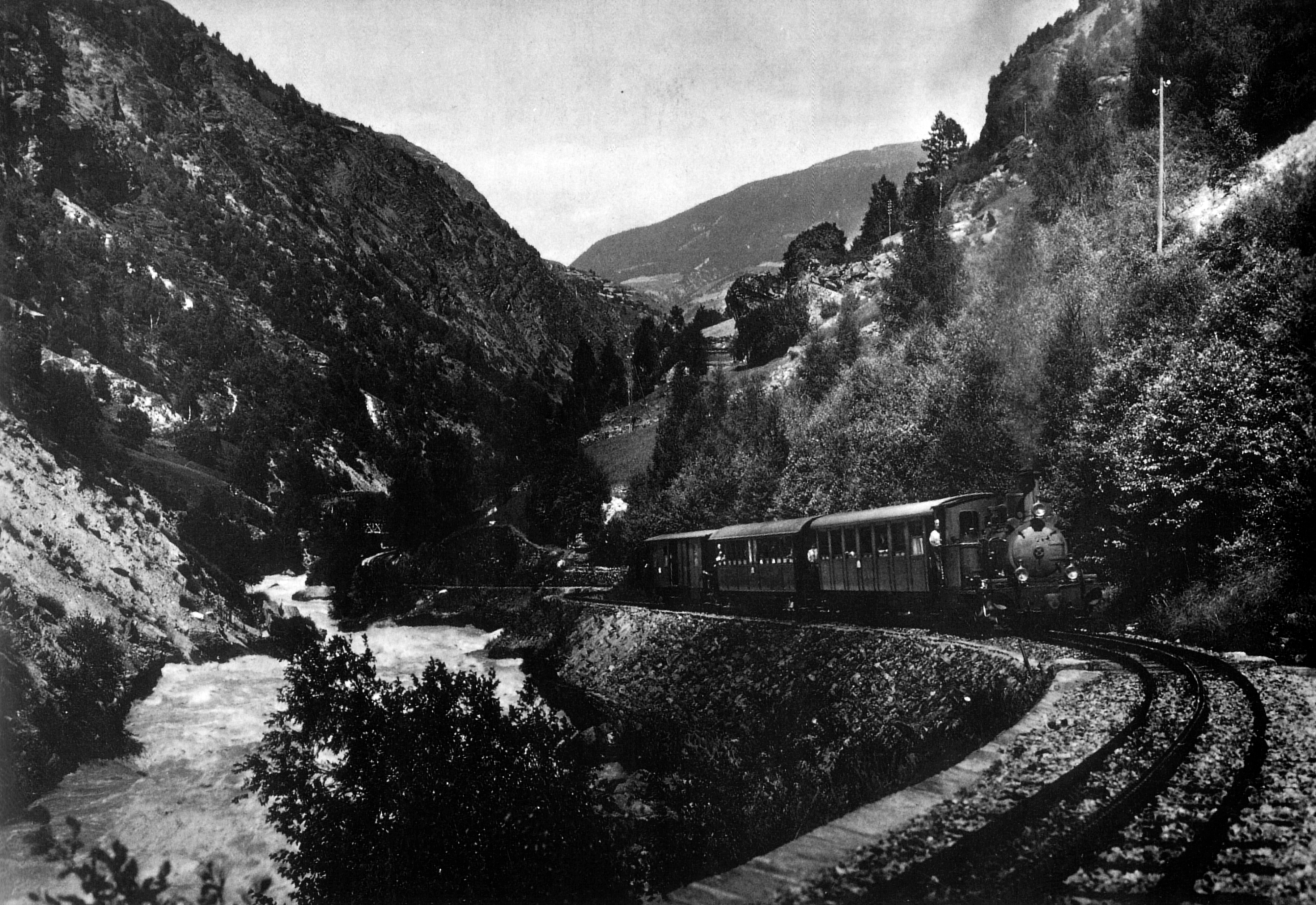
VZ поезд около 1900 г. в Kipfenschlucht

Станция в Штальден, около 799 метров над уровнем моря, простирается в s-образной форме вдоль юго-западного края деревни. Долгое время, сама станция имела большое значение, как пункт отправления на почтовом автобусе в Saastal. Поэтому она оснащена зданием вокзала внушительных размеров, вторым по величине на линии после Церматта. В начале 20-го века, были планы построить ещё одну железнодорожную линию в Саас-Фе, с ответвлением здесь от существующей линии, к сожалению, Первая мировая война сорвала эти планы. Важность вокзала (который, начиная с 1931 года, имеет официальное название Штальден-зас) уменьшилась с 1950-х годов, с тех пор как пункт отправления для автобусов был перенесён в Бриг. Тем не менее, автобусы все равно останавливаются и на станции Штальден, и стыкуются там с поездами до Церматта. Также непосредственно примыкает к железнодорожным путям нижняя станция канатной дороги на Сталденриед. Начиная с 1986 года, два пути в Штальден были оборудованы непрерывным зубчатым рельсом, так как он используется непосредственно перед и после станции. В дополнение к двум пассажирским путям есть также грузовой путь.
Зубчатый участок, который начинается в Ackersand, простирается на несколько сотен метров за Штальден. Далее линия с небольшим подъёмом, вдоль правой стороны все сильнее сужающейся долины, в то время как Vispa протекает примерно в 150 метрах ниже, через узкое ущелье. Потом путь проходит через несколько сравнительно коротких тоннелей, а также самый большой мост на линии. 67-метровый виадук Mühlebach пересекает одноименные воды, на высоте 43 метра. Его оригинальная стальная ферменная конструкция была заменена в 1959 году железобетонным арочным мостом.
На 19,8 километре, поезд достигает станцию Kalpetran. Здесь находится всего несколько зданий, основное назначение станции — соединения с подвесной канатной дорогой, идущей в горную деревню Embd. За вокзалом, железнодорожная линия пересекает Mattervispa, и идёт по левой стороне долины. Мост Kipfen расположенный здесь был восстановлен несколько раз: первоначальная 30-метровая стальная ферменная конструкция была разрушена в 1945 году под лавиной. Последующее временное решение было заменено в 1947 году стальным балочным мостом, который, в свою очередь, сам был разрушен лавиной в 1999 году. Новый стальной балочный мост возведённый в качестве замены, осенью 2007 года сам был заменён на 146-метровый бетонный мост ниже по течению, который также служит мостом автодороги на Kalpetran. С открытием нового 1,2 километрового пути здесь, последние 80-метровые в радиусе кривых, оставшиеся на открытой линии были устранены.
В нескольких метрах после моста Kipfen начинается второй зубчатый участок. Следующая часть маршрута, через Kipfenschlucht, считается самым живописным участком линии. Железная дорога и Vispa проходят здесь в наиболее ограниченном пространстве, рядом друг с другом. Весь этот участок был неоднократно поврежден в результате наводнений и лавин, иногда сильно. Чтобы избежать дальнейших повреждений, Vispa все сильнее регулируются с конца 19-го века, и линия защищена сплошной кладкой. В середине ущелья, в 1999 году был создан полностью автоматический разъезд Kipferwald. В верхним конце Kipfenschlucht построен мост Selli, по которому Vispa пересекается в третий раз. Вскоре после этого, зубчатый участок поднимается вдоль правой стороны расширяющейся долины в Санкт Никлаус, в 1126 метрами над уровнем моря. Подъём от Штальден составляет в общей сложности 327 м.

### Санкт-Никлаус — Ранда

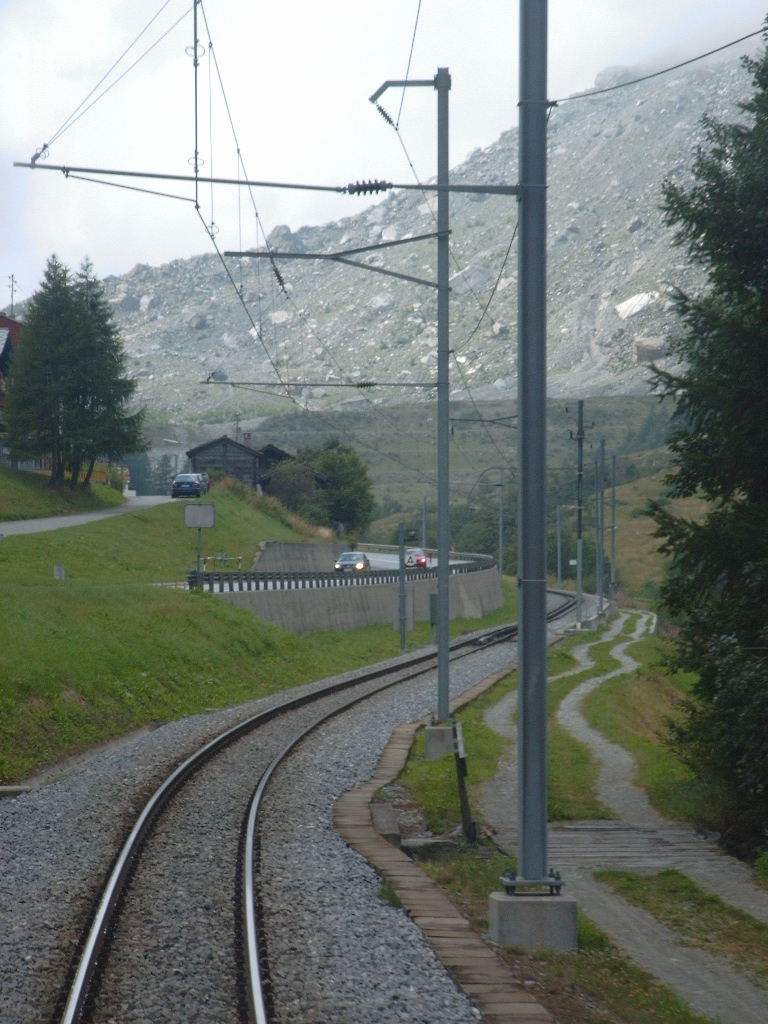
Оползень Randa с севера

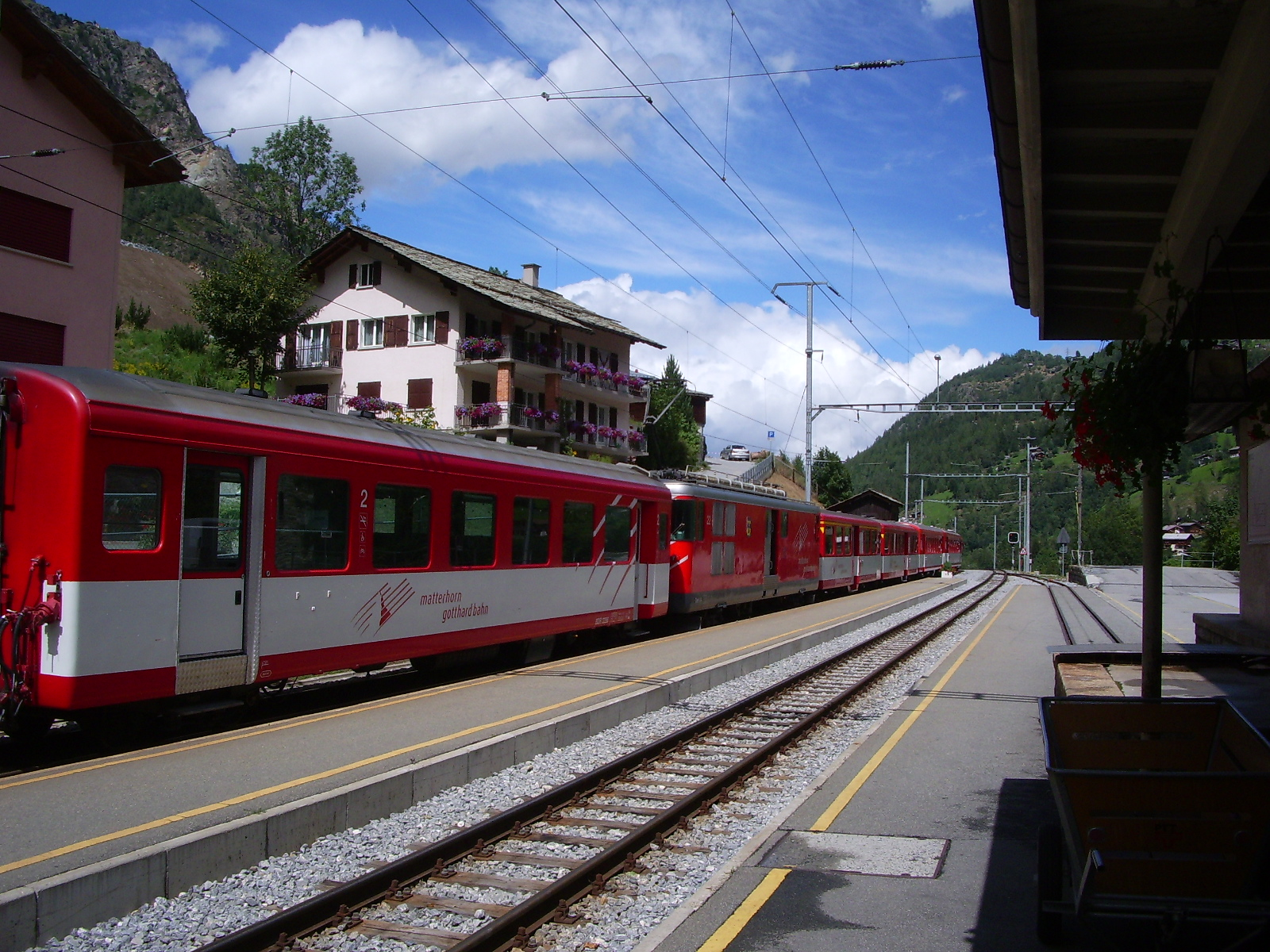
Вокзал Санкт-Никлаус

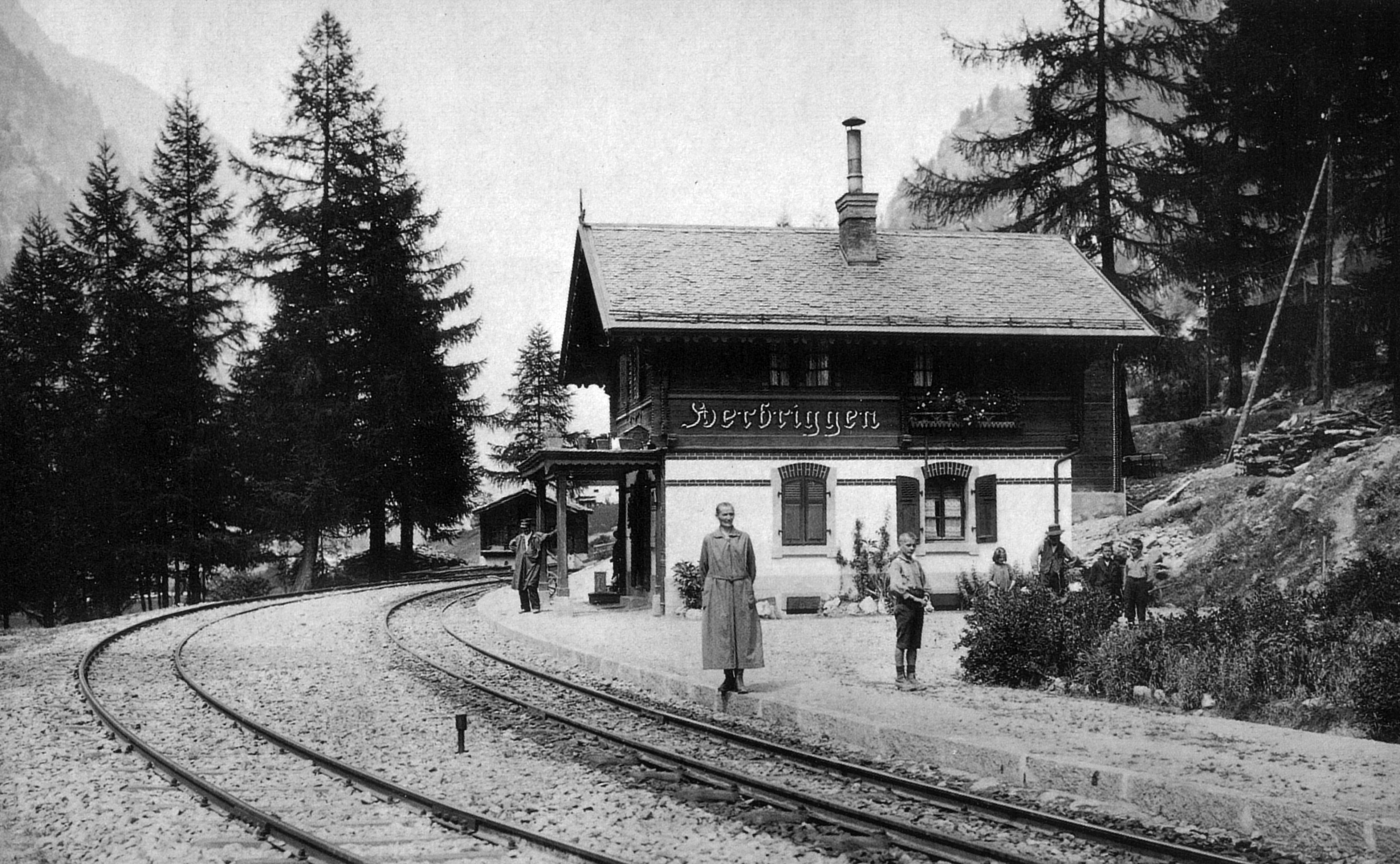
Вокзал Хербригген около 1891 года

В Санкт Никлаусе вокзал простирается вдоль западного края города, и имеет два пути у пассажирской платформы и ответвление с погрузочной платформой. Здание вокзала стандартного типа, такое же как в Таш. Санкт Никлаус — конечная станция почтового автобуса в курорт Грахен, который идёт по плато вдоль левого края долины, и связан с долиной извилистой дорогой.
Вскоре после Санкт-Никлауса, начинается следующий зубчатый участок, который приводит к туннелю Blattbach, проходящему через 130-метровое строение противолавинной защиты, возведенное в 1931 году. От первоначального открытого участка линии пришлось отказаться, так как железнодорожный мост через реку Blattbach неоднократно разрушался лавинами и наводнениями. Чтобы обойти проблемный участок, защитный тоннель был создан в форме открытого пути, а затем засыпан землей. Также этим путь был защищен от непогоды.
Дальше дорога движется вновь через долину, и проходит гидроэлектростанцию Хербригген. В непосредственной близости находится разъезд Mattsand, который был построен в 1956 году для строительства электростанции, и используется с 1964 года как разъезд. Ближайшая станция, Хербригген, имеет, соединительный путь на подстанцию, связанную с электростанцей. Первое здание вокзала больше не существует; он был перестроен в 1966 году по новому проекту.
Следующий участок линии до Ранда сформировон, в первую очередь, оползнем 1991 года, который похоронил собой 250 метрах прежней линии и потребовал строительства новой линии. За Хербригген, линия изначально следует руслу Vispa в середине долины. Незадолго до оползня, линия резко поворачивает влево и идёт вместе с автодорогой по краю долины, во избежание угрозы возможных дальнейших оползней. Южнее оползня, дорога спускается с уклоном 120 % и возвращается к исходному маршруту вдоль Vispa. Весь обход оборудован зубчатым рельсом.

### Ранда-Церматт

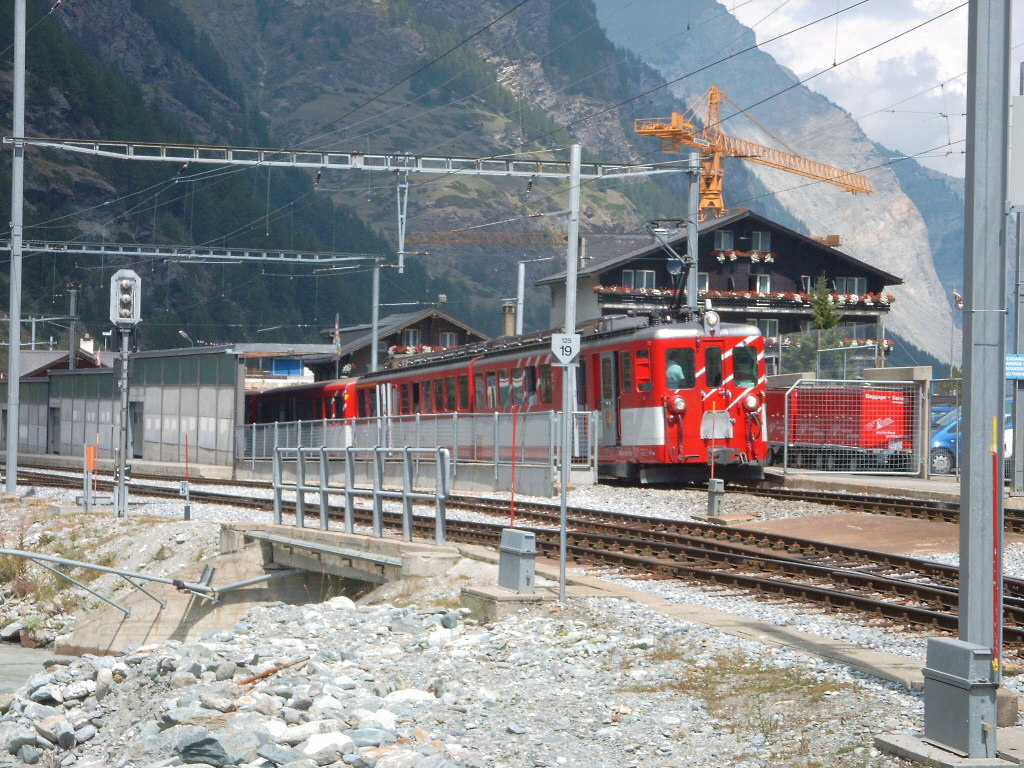
Поезд-челнок в Церматт на старом вокзале Тиш

В Ранда, железнодорожная линия проходит вдоль западной окраины города. Станция имеет два пути у платформы и товарный путь. Здание вокзала датируется открытием линии в 1891 году. К югу от Ранда, линия проходит деревню Wildi, где с 1960 по 1966 год был грузовой путь для строительства в Grande Dixence электростанции. Линия, встречается с Mattervispa вновь, и идёт дальше в сторону Тиша параллельно реке по дну долины.
Станция в Тиш имеет особенно важное значение с 1970-х годов, в качестве конечной точки части дороги, доступной для автотранспорта. Первоначально простая двухпутная станция Тиш была расширена в 1975 году путём добавления отдельной платформы для челночных поездов в Церматт. В то же время, здание вокзала 1891 году получило современное расширение с кассами, а поля вокруг станции были преобразованы в места для парковки.
Начиная с 2005 года, весь вокзальный комплекс Тиша был комплексно реконструирован. Под названием Маттерхорн терминал Таш, возник трехэтажный гараж с 2,000 парковочными местами, и билетная касса. между тем, первоначальное здание вокзала и платформы были снесены. Новая станция состоит из двух путей для сквозного движения, и двух путей у платформы для пригородных поездов. К востоку располагается крытое парковочное место для автобусов.

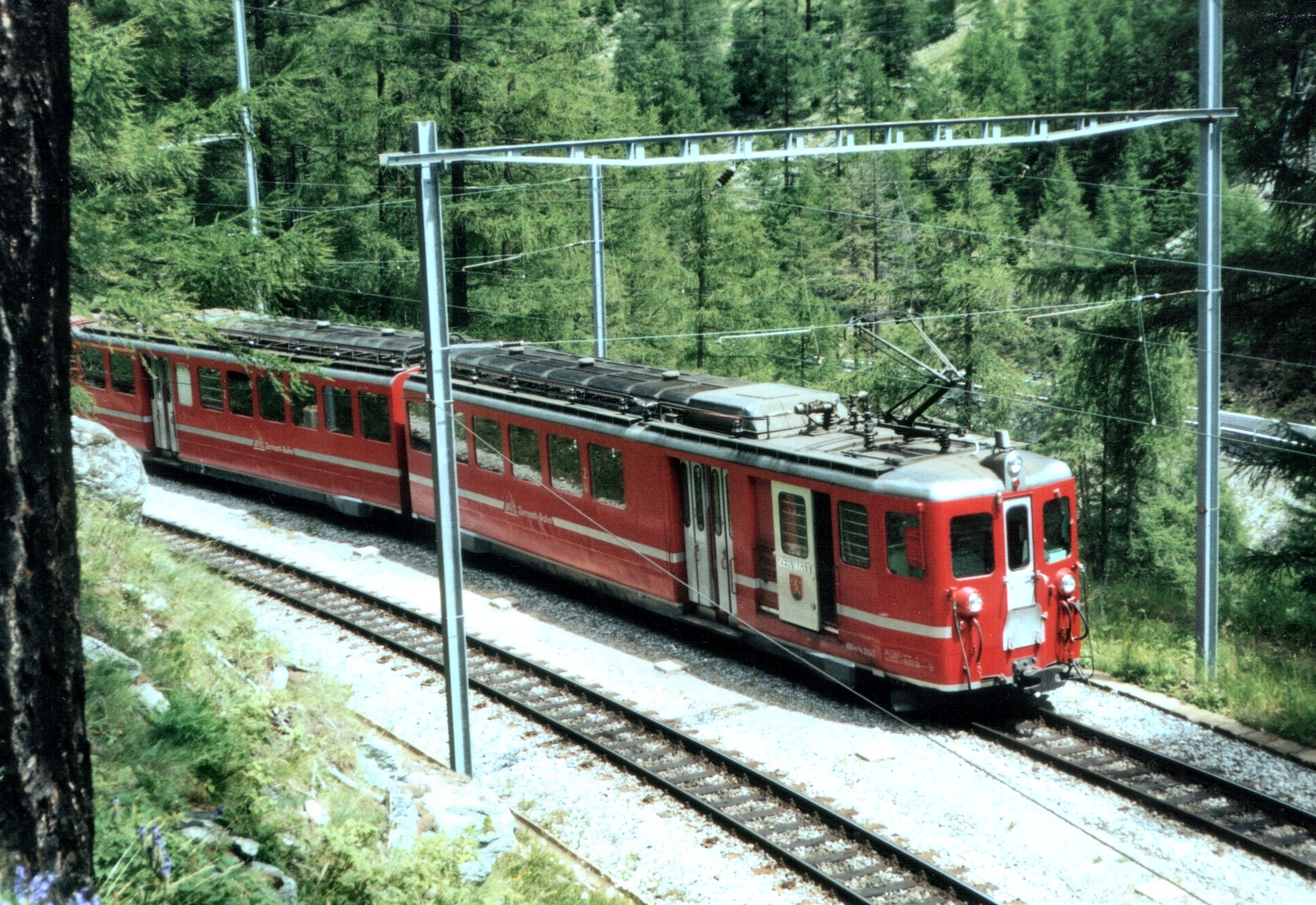
Пассажирский поезд Kalter Boden

За Тишем железнодорожная линия продолжает следить за ходом Mattervispa. Непосредственно перед мостом Täschsand, возведенным в бетоне в 1964 году, по которому дорога в последний раз переходит на правую сторону долины, располагается разъезд Täschsand, который был введен летом 2007 года, чтобы увеличить пропускную способность. Оттуда начинается последний зубчатый участок, поднимающийся до Церматта. Река все чаще исчезает в ущелье, железнодорожная линия проходит вдоль правого склона долины. Между Тишем и Церматтом, большая часть линии защищена лавинными галереями: из 5,612 метрах пути, 2,221 метров покрыты сооружения или тоннелями.
Примерно на полпути между Ташем и Церматте, есть разъезд Kalter Boden, открытый в 1972 году одновременно с введением челноков. Здесь заканчивается зубчатый участок. Из-за интенсивного использования этого участка линии, почти все поезда должны ожидать здесь встречный поезд.
Примерно через два километра, путь наконец достигает северной границы Церматта. Здесь есть грузовой путь для бетона и других строительных материалов, расположенный рядом туннель Spissfluh проходит ниже вертолетной площадки Air Zermatt, и вскоре после этого, линия достигает вокзала Церматта.

#### Вокзал Церматта

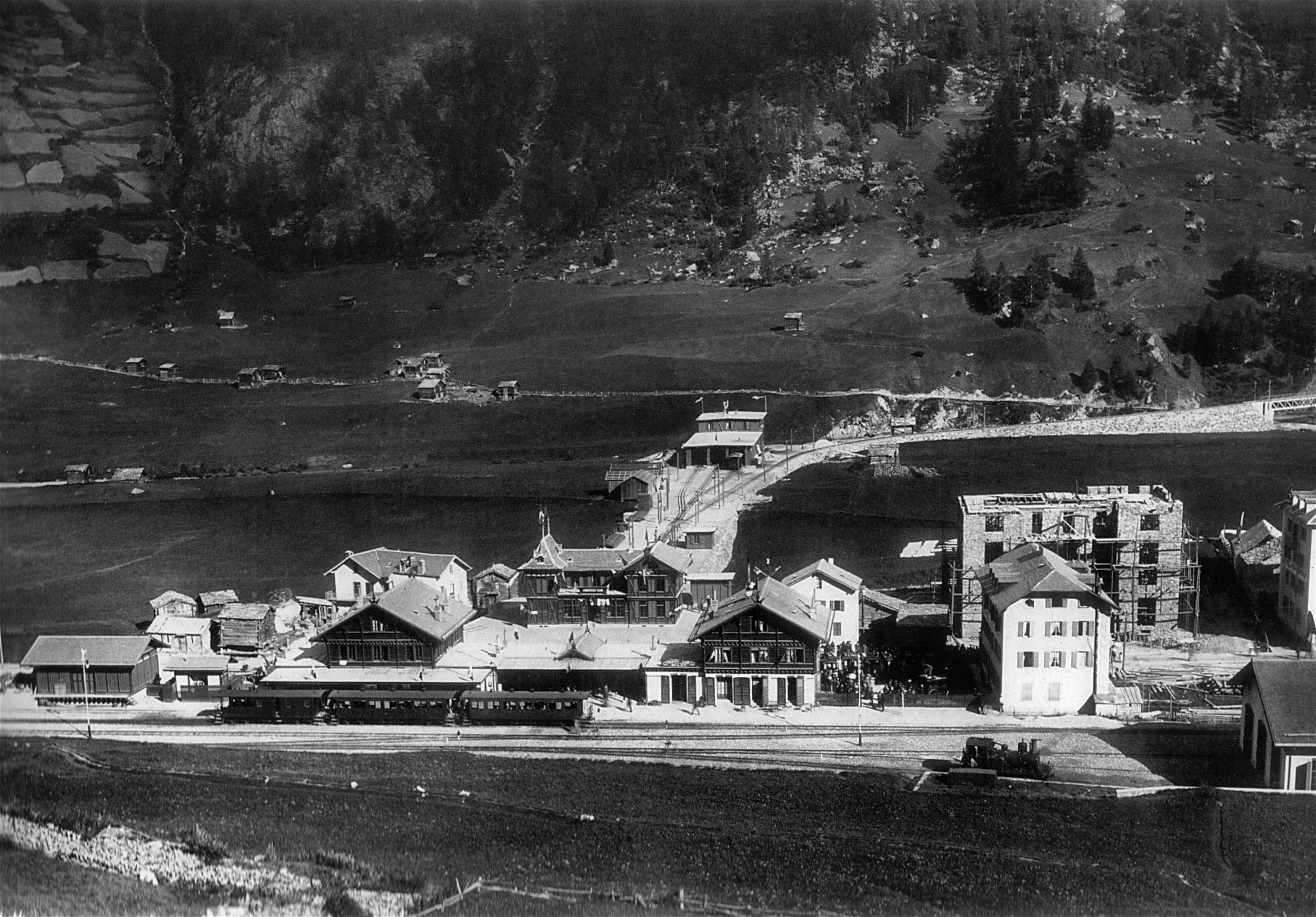
Примерно 1900

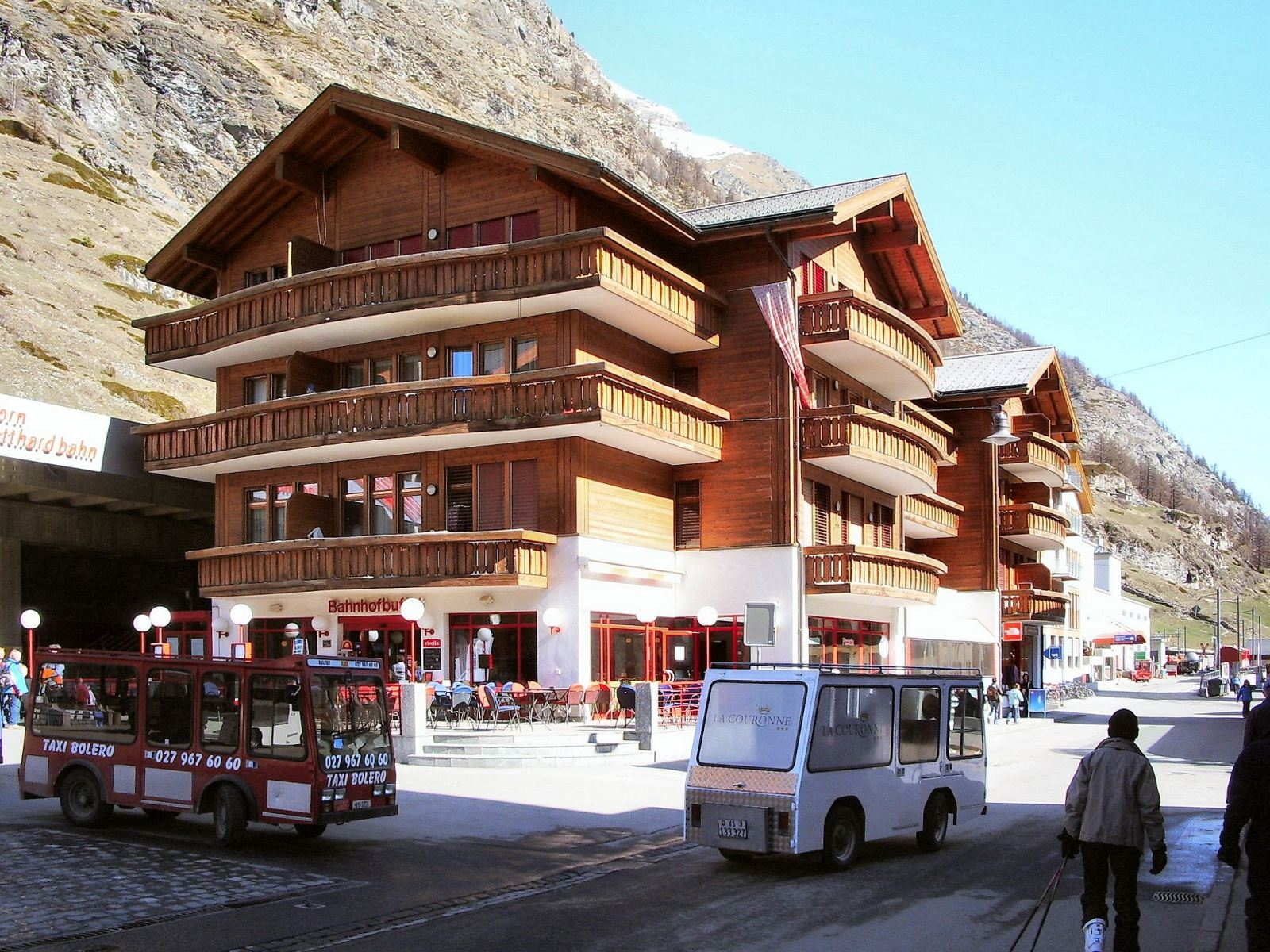
Bahnhofsplatz и здание вокзала

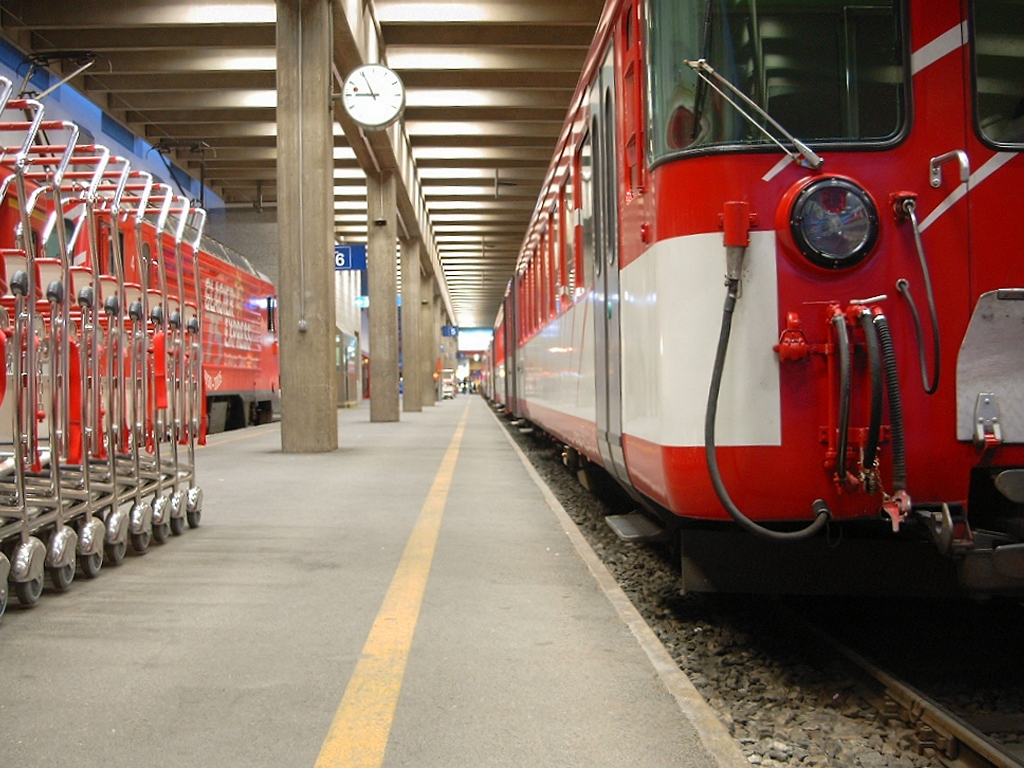
Платформы

Железнодорожный вокзал Церматта был построен в 1980-х годах. В 1989 году был возведён массивный бетонный навес для защиты пассажиров и подвижного состава от схода снежных лавин. Путь 1, который расположен на западной стороне вокзала, оборудован смотровой ямой, и не является открытым для публики. Здесь основная задача заключается в обслуживании челночных поездов до Тиша. Путь 2 был создан для челночных перевозок в Тиш, и с обеих сторон оснащен платформами, чтобы позволить быструю посадку-высадку (так называемое испанское решение). Пути 3, 4, 5 служат для регулярных перевозок в Бриге, и у каждого своя платформа. Путь 6 используется преимущественно для грузового движения, и заканчивается в багажном зале вокзального здания. Он короче, чем остальные пути, но обладает общей платформой с путём 5.
Сегодняшнее здание вокзала было возведено в начале 1990-х годов в местном стиле. По своим пропорциям оно напоминает бывшее здание вокзала 1891 года и разделено на три зоны. В южной части располагается вокзальный ресторан, в центральной части — билетные кассы и багажное отделение. С северной стороны расположен багажный зал, который находится в бетонной конструкции. Станция Горнерграт находится на противоположной стороне дороги. Она связана с MGB по железнодорожной ветке, по которой осуществляются грузовые перевозоки и переброски подвижного состава.
К северу расположены пути, которые используются в основном для грузовых перевозок и хранения подвижного состава. Вскоре после лавины 1966 года, горловина станции была закрыта массивной лавиной галереей. Эта так называемая галерея Schafgraben («могила овец») накрывает два пути и позволяет защитить подвижной состав. К востоку от этой галереи лежат открытые подъездные пути, которые, в зимний период, могут только ограниченно использоваться из-за риска схода лавин.

## Расписание
Предусмотрено 15 пар поездов в день между Бригом и Церматтом. Помимо поезда рано утром и поздно вечером, ежечасные поезда останавливаются на всех станциях. С 2009 года поезда иногда ходят с получасовым интервалом, обычно зимой по субботам.
Суммарное время в пути от Брига до Церматта составляет 79 мин., в обратном направлении 81 минут. В высокий сезон с мая по октябрь, в дополнение к обычной электричке, четыре Ледниковых Экспресса ходят в каждом направлении. (В зимний сезон — один) Они остановливаются только в Церматте, Фиспе, Бриге, и в некоторых случаях также в Санкт-Никлаусе.
Челночные поезда между Ташем и Церматтом ходят с 5:50 до 2:20 часов с 20-минутным интервалом.

## Грузовые перевозки

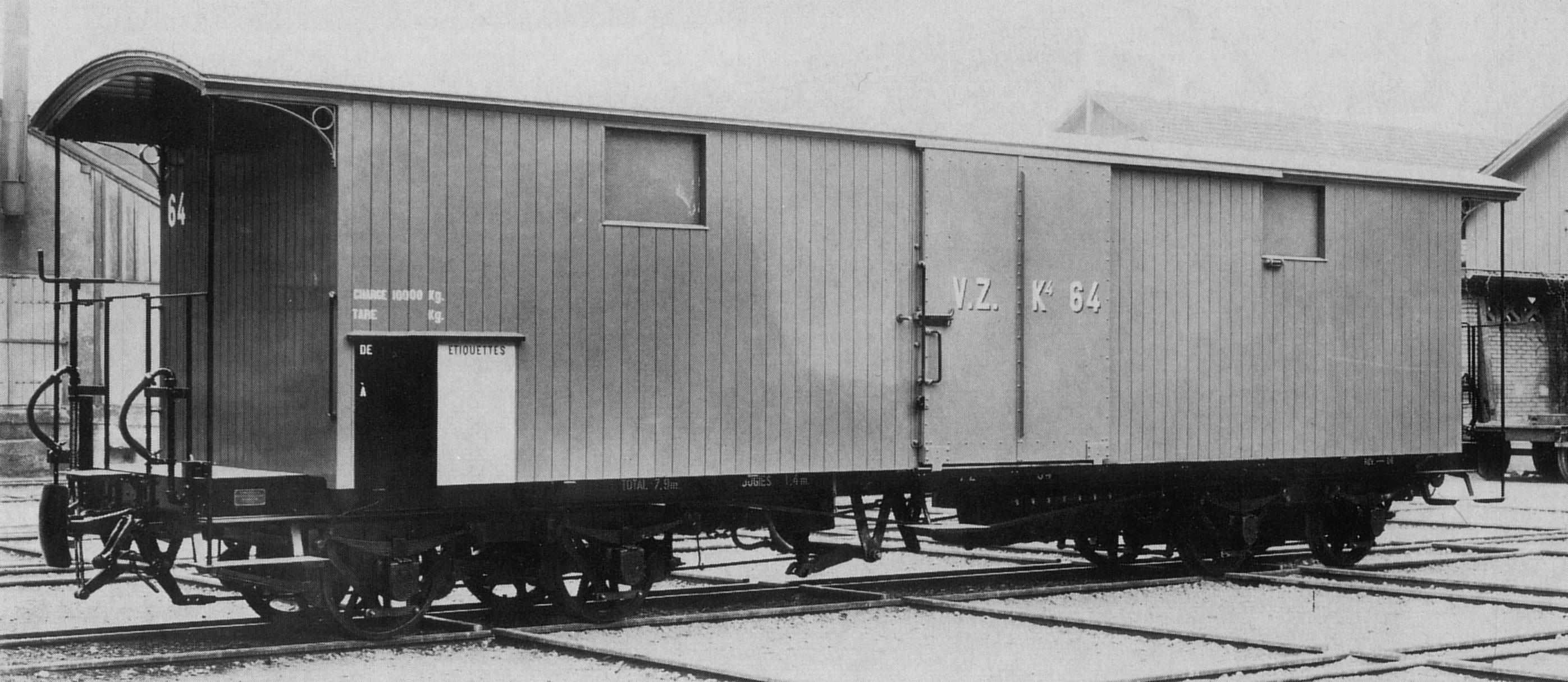
Товарный вагон 1906 года

Линия по-прежнему имеет очень интенсивный грузопоток. Впрочем, это исключительно поставки в Церматт, которые, теперь, как и прежде, могут быть осуществлены грузовиками только в ограниченной степени.
Остальные муниципалитеты в Mattertal могут обслуживаться автотранспортом и железнодорожные перевозки грузов, как правило, не играет никакой роли для них. Единственным исключением является перевозка так называемых Embder Steinplatten, которые используются в регионе как традиционный материал для кровли. Эти каменные плиты перемещаются товарным канатным дорогам от каменоломен на Embd к двум погрузочным путям в Kipfenschlucht, откуда они транспортируются далее поездом до Фиспа.
Важнейшими товарами, перемещаемыми в Церматт являются продукты питания, строительные материалы и мазут. Некоторые другие потребительские товары аналогично, перевозятся по железной дороге, а также туристический багаж. Перевалочные услуги предоставляются в Фиспе, где контейнеры с грузовиков и вагонов стандартной колеи перегружаются на узкоколейные вагоны. К востоку от Фиспа, есть терминал для наполнения железнодорожных цистерн. В Церматте, станция оборудована с 1983 года частично подземными сооружениями для перевалки нефтепродуктов.
Большинство товаров в Церматт транспортируется в стандартных контейнерах. Грузы, перевозимые не в контейнерах загружается в Фиспе в вагоны с раздвижными стенами. Для не чувствительных к влаге товаров могут быть использованы открытые вагоны. Транспортировка нефти осуществляется в цистернах. В высокий сезон, до трех чисто грузовых поездов могут ежедневно работать в каждом направлении, и некоторые вагоны прицепляются к пассажирским поездам.
Некоторые вагоны подходят для использования на Горнерграт. С их помощью товары могут также перевозиться до Горнерграта без перегрузки в Церматте.

## Подвижной состав

### Локомотивы и вагоны

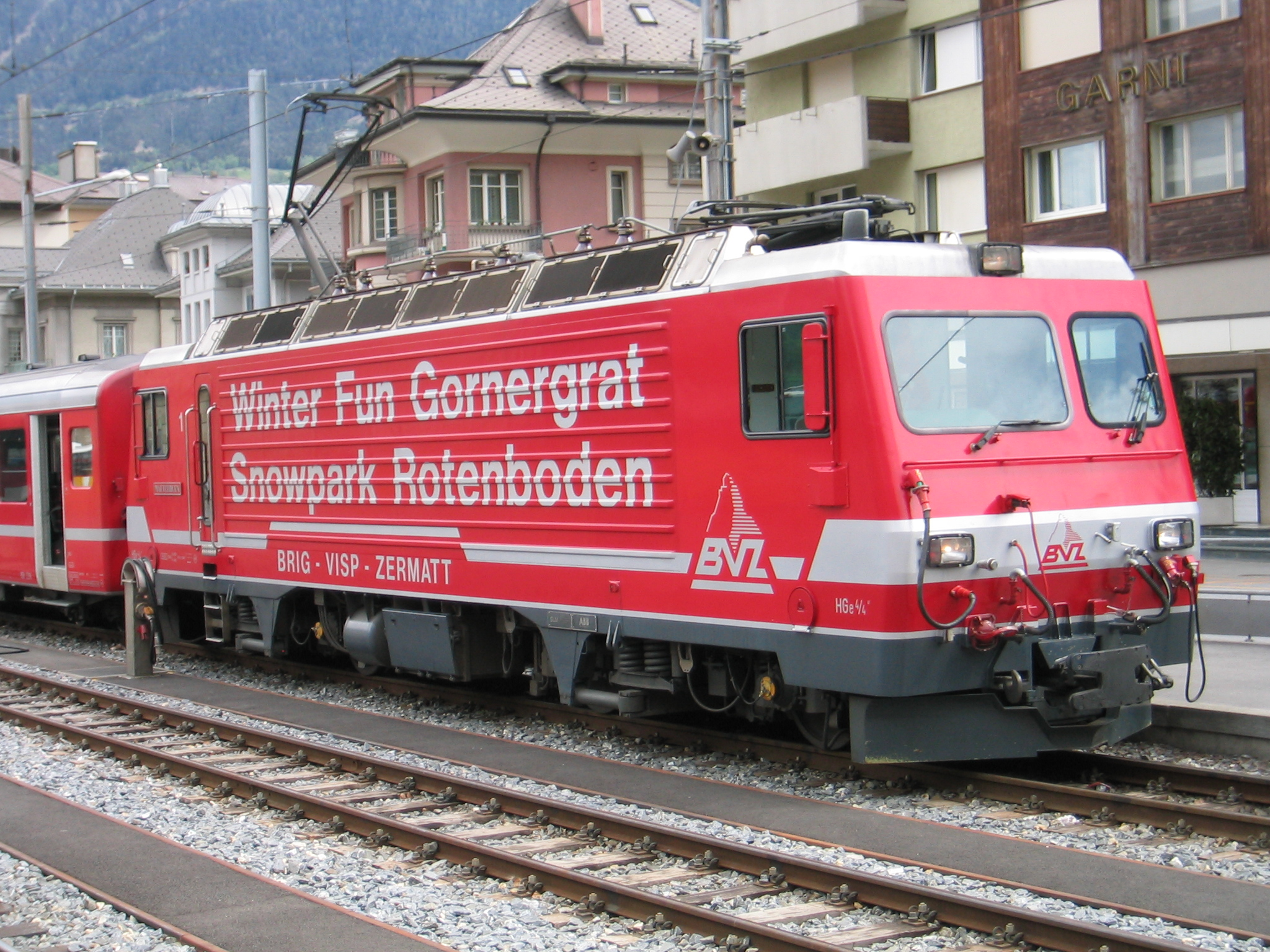
HGe 4/4 II No. 1

Изначально использовались четыре паровоза типа HG 2/3, изготовленные в 1890 году. Между 1893 и 1908 годами ещё четыре локомотивы были добавлены. При электрификации линии в 1929 году пятерка старейших паровозов была изъята из эксплуатации, а остальные три были изначально сохранены в качестве резерва. После 1941 года, только паровоз № 7 остался на балансе, в качестве резерва, который может эксплуатироваться самостоятельно без электрических проводов. Сегодня он служит музейным паровозом.
В 1929 и 1930 годах, в общей сложности пять восьми-колесных электровозов HGe 4/4 я были закуплены. В 1939 году, шестой был добавлен с новым дизайном кузова. Эти шесть локомотивов были дополнены в 1960 и 1965 годах пятью двухвагонными ABDeh 6/6 и ABDeh 8/8. В 1975 и 1976, были построены четыре тяжелых багажных поезда Deh 4/4.
Ввод в эксплуатацию в 1990 году пяти современных электровозов типа HGe 4/4 II позволил постепенный вывод HGe 4/4. Только локомотивы № 15 и 16 остаются как музейные транспортные средства и резервы. Дальнейшая модернизация имела место, начиная с 2003 года, с покупкой низкопольных сочлененных вагонов производства Stadler. Со времени их поставки в 2003—2008, они эксплуатируются как челночные поезда между Тишем и Церматтом.

### Пассажирские вагоны

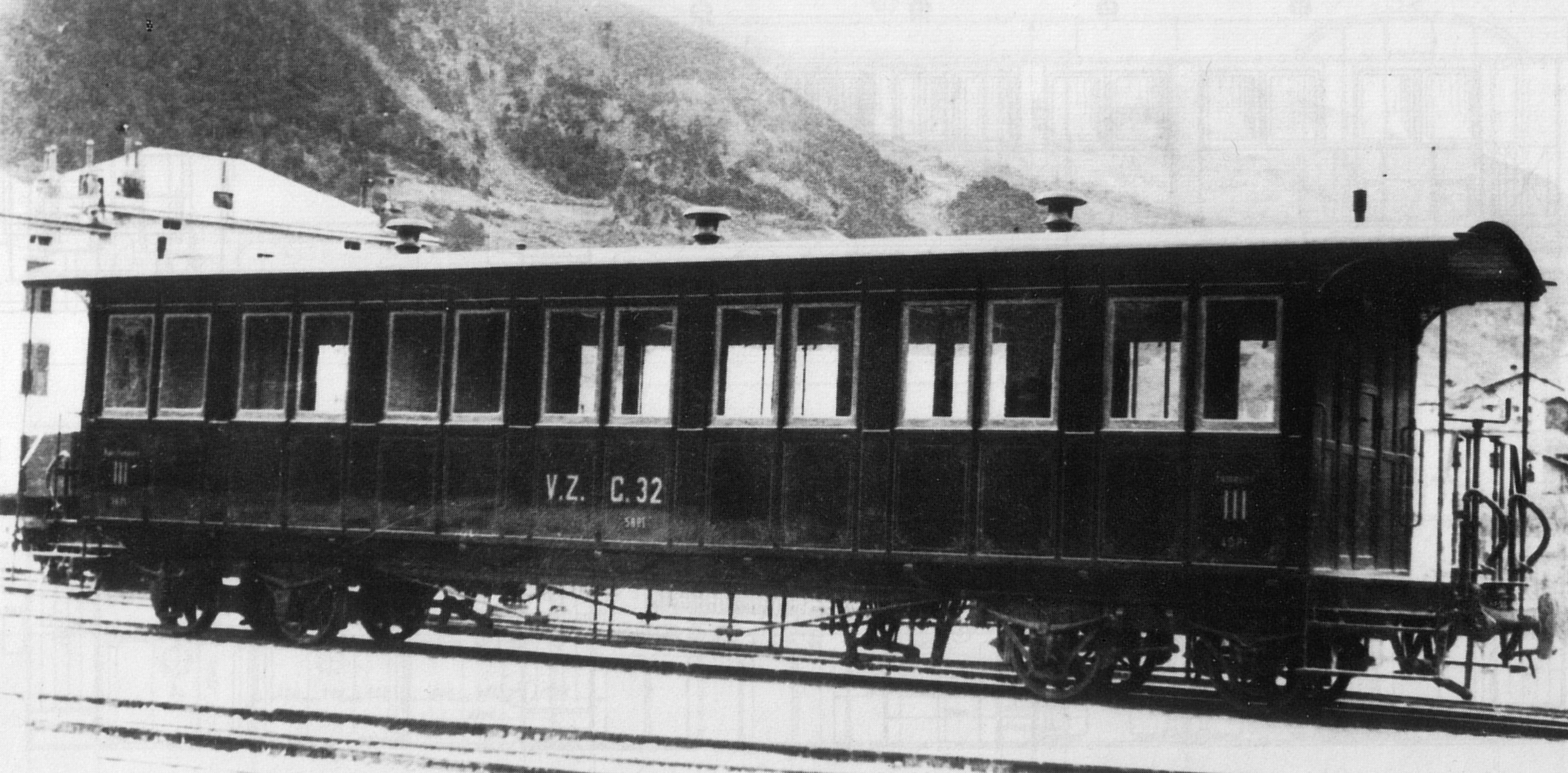
Пассажирский вагон с^{4} № 32 1890

С самого начала, было закуплено только восемь пассажирских вагонов всех трех классов. Модернизация началась ещё до первой мировой войны, со строительством новых вагонов. В 1931 году два первых вагона для использования в Ледниковом экспрессе.
После Второй Мировой Войны, начался процесс полной модернизации. В общей сложности 26 вагонов с центральным входом из конструкции легкого сплава были введены в эксплуатацию в период с 1955 по 1963. Они представляли собой укороченный вариант типа, первоначально использованного на Brünigbahn. В 1990 году они были дополнены некоторыми вагонами первоначальной длины, купленными у Brünigbahn.
Между 1968 и 1975, было увеличено количество вагонов за счёт приобретения так называемых Einheitswagen. В очередной раз был выбрал тип вагонов, который ранее использовался в Brünigbahn. Совместив эти вагоны с четырьмя багажными вагонами, приобретенными в период между 1975 и 1976, BVZ впервые запускает челночные поезда.
Последним новшеством стали панорамные вагоны, приобретенные в 1993 году совместно с Фурка-Оберальп-бан, и используемые главным образом в Ледниковых экспрессах. В 2006-м году, в сотрудничестве с Ретийской железной дорогой, в общей сложности 24 дополнительных панорамных вагона новой конструкции были приобретены.

### Окраска
Паровозы были изначально окрашены в чёрный цвет. С конца 1980-х годов, музейный паровоз окрашен в зелёно-чёрной цветовой гамме. Пассажирских вагоны, электровозы и вагоны были окрашены в сначала в один цвет, темный тон красного, который постепенно осветляется со временем. С 1982 года была добавлена узкая серебряная полоса, идущая на всю длину ниже оконной линии.
В юбилейный, 1991 год, компания сменила логотип, который был постепенно нанесён на вагоны, примерно в течение пяти лет. После преобразования в MGB, боковых стены пассажирских вагонов были покрыты белым цветом. Локомотивы и багажные вагоны были окрашены в равномерный красный цвет.
Нет единой цветовой гаммы для грузовых вагонов. Деревянные части обычно окрашены в тёмно-коричневый цвет, в то время как компоненты, изготовленные из нержавеющей стали, как правило, остаются неокрашенными. Вагоны-цистерны покрыты тёмно-зелёной краской. Гладкие боковины современных крытых вагонов часто используются для рекламных слоганов.

### Список локомотивов
| №.   | Имя          | Тип        | Производитель  | Год постройки | Снятие с эксплуатации | Заметки                                                                                            |
| ---- | ------------ | ---------- | -------------- | ------------- | --------------------- | -------------------------------------------------------------------------------------------------- |
| 1    | Matterhorn   | HG 2/3     | SLM            | 1890          | 1929                  | |
| 2    | Monte Rosa   | HG 2/3     | SLM            | 1890          | 1929                  | Оснащен пароперегревателем в 1913                                                                  |
| 3    | Mischabel    | HG 2/3     | SLM            | 1890          | 1929                  | Оснащен пароперегревателем в 1926                                                                  |
| 4    | Gornergrat   | HG 2/3     | SLM            | 1890          | 1929                  | |
| 5    | St. Theodule | HG 2/3     | SLM            | 1893          | 1929                  | Оснащен пароперегревателем в 1916                                                                  |
| 6    | Weisshorn    | HG 2/3     | SLM            | 1902          | 1941                  | Оснащен пароперегревателем в 1925, продан Ems-Chemie Chur в 1941, в 1988 подарен DFB               |
| 7    | Breithorn    | HG 2/3     | SLM            | 1906          |                       | Оснащен пароперегревателем в 1921, перестроен с новым котлом в 2001, музейный, в рабочем состоянии |
| 8    | Lyskamm      | HG 2/3     | SLM            | 1908          | 1935                  | Оснащен пароперегревателем в 1915                                                                  |
| 11   | -            | HGe 4/4 I  | SLM, MFO, SWS  | 1929          | 2005                  | |
| 12   | -            | HGe 4/4 I  | SLM, MFO, SWS  | 1929          | 2004                  | |
| 13   | -            | HGe 4/4 I  | SLM, MFO, SWS  | 1929          | 2002                  | |
| 14   | -            | HGe 4/4 I  | SLM, MFO, SWS  | 1929          | 1992                  | |
| 15   | -            | HGe 4/4 I  | SLM, MFO, SWS  | 1930          |                       | Музейный, в рабочем состоянии                                                                      |
| 16   | -            | HGe 4/4 I  | SLM, MFO       | 1939          |                       | Прототип HGe 4/4 I для FO, перестроен в 1951/52, в 2007 отдан DFB                                  |
| 2031 | -            | ABDeh 6/6  | SIG, SLM, SAAS | 1960          | 2006                  | |
| 2032 | -            | ABDeh 6/6  | SIG, SLM, SAAS | 1960          | 2005                  | |
| 2041 | Brig         | ABDeh 8/8  | SIG, SLM, SAAS | 1965          |                       | |
| 2042 | Visp         | ABDeh 8/8  | SIG, SLM, SAAS | 1965          |                       | |
| 2043 | Zermatt      | ABDeh 8/8  | SIG, SLM, SAAS | 1965          | 2008                  | |
| 21   | Stalden      | Deh 4/4    | SIG, SLM, SAAS | 1975          |                       | |
| 22   | St. Niklaus  | Deh 4/4    | SIG, SLM, SAAS | 1975          |                       | |
| 23   | Randa        | Deh 4/4    | SIG, SLM, SAAS | 1976          |                       | |
| 24   | Täsch        | Deh 4/4    | SIG, SLM, SAAS | 1976          |                       | |
| 1II  | Matterhorn   | HGe 4/4 II | SLM, ABB       | 1990          |                       | |
| 2II  | Monte Rosa   | HGe 4/4 II | SLM, ABB       | 1990          |                       | |
| 3II  | Dom          | HGe 4/4 II | SLM, ABB       | 1990          |                       | |
| 4II  | Täschhorn    | HGe 4/4 II | SLM, ABB       | 1990          |                       | |
| 5II  | Mount Fuji   | HGe 4/4 II | SLM, ABB       | 1990          |                       | Бывшее имя Dent Blanche                                                                            |
| 2051 | Castor       | BDSeh 4/8  | Stadler        | 2003          |                       | |
| 2052 | Pollux       | BDSeh 4/8  | Stadler        | 2003          |                       | |
| 2053 | Albatross    | BDSeh 4/8  | Stadler        | 2005          |                       | Изготовлен для MGB                                                                                 |
| 2054 | Eagle        | BDSeh 4/8  | Stadler        | 2005          |                       | Изгоовлен для MGB                                                                                  |

| №.   | Имя     | Тип     | Производитель | год постройки | Снят с эксплуатации | Заметки                                                                                               |
| ---- | ------- | ------- | ------------- | ------------- | ------------------- | --- |
| 2961 | -       | Xmh 1/2 | Asper         | 1928          | 1981                | перестроен BVZ в 1957 и 1974                                                                          |
| 2921 | -       | Tm 2/2  | RACO          | 1957          | 1993                | Изготовлен как №. 301, перенумерован в 1959 г в 2921, списан после аварии                             |
| 2922 | -       | Tm 2/2  | RACO          | 1959          |                     | |
| 71   | -       | Gm 3/3  | Moyse         | 1975          |                     | |
| 72   | -       | Gm 3/3  | Moyse         | 1975          |                     | |
| 73   | -       | Tm 2/2  | Schöma, Deutz | 1980          |                     | Построен в 1972, куплен BVZ 1980, ранее использовался на строительстве автомобильного тоннеля Arlberg |
| 2962 | -       | Xmh 1/2 | Steck/Deutz   | 1982          |                     | |
| 74   | -       | Tm 2/2  | Ruhrthaler    | 1991          |                     | Построен 1958, ранее принадлежал Kerkerbachbahn, куплен BVZ в 1991                                    |
| 75   | Niklaus | HGm 2/2 | Stadler       | 2002          |                     | Способен работать на Горнерграте                                                                      |